# Kathedrale de la Nativité-de-Marie von Vence

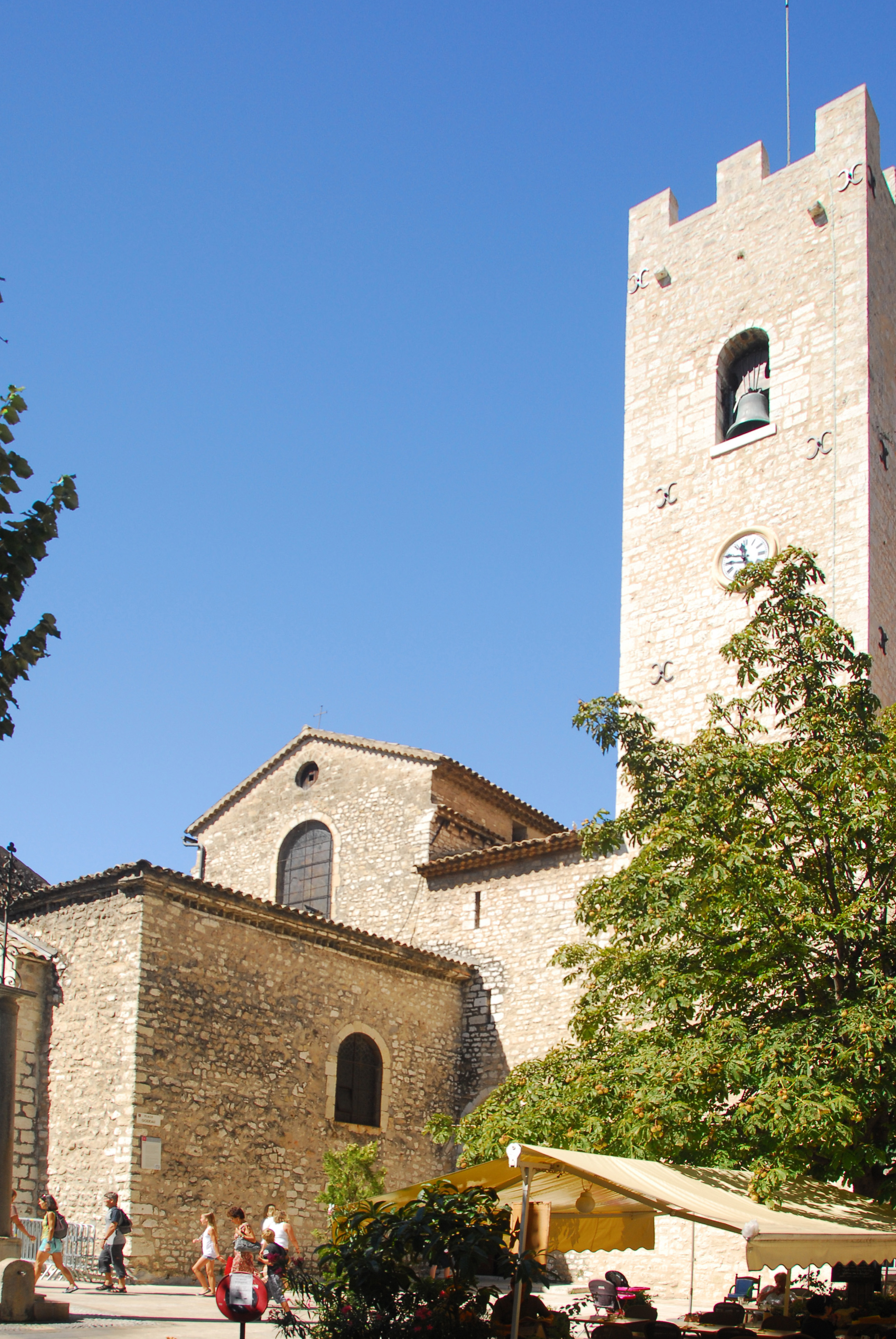
Kathedrale von Vence, Chorhaupt und Glockenturm

Die Kathedrale de la Nativité-de-Marie liegt inmitten der ehemals befestigten Altstadt von Vence, im Département Alpes-Maritimes in der Region Provence-Alpes-Côte d’Azur und im Arrondissement Grasse, etwa zehn Kilometer nördlich der Mittelmeerküste.
Vence war das antike Vintium, die Hauptstadt der Nerusi, einem Volk ligurischer Kelten und wurde in der Mitte des zweiten Jahrhunderts v. Chr. von den Römern erobert. Nach der Überlieferung wurde die Kathedrale auf den Fundamenten eines römischen Marstempels errichtet.

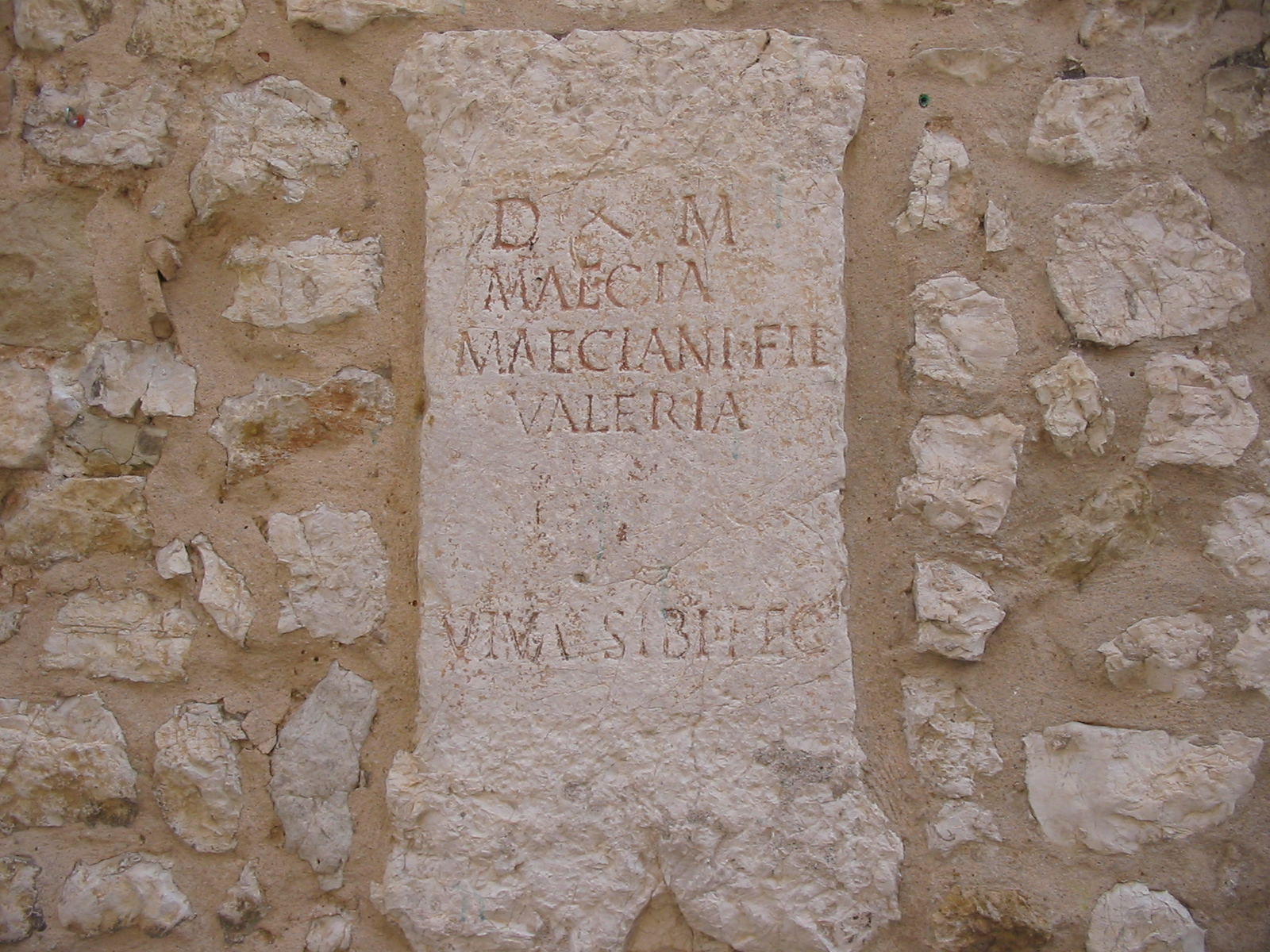
Römischer Stein, Inschrift: D(is) M(anibus) / Maecia / Maeciani fil(ia) / Valeria / viva sibi fec(it)

## Geschichte
Mit der Verbreitung des Christentums wurde Vence Bistum. In der römischen Civitas Vintium gab es ab etwa 363 einen ersten Bischof Andinus. Diese kleinste Diözese Frankreichs bestand bis zur Französischen Revolution (siehe auch: Liste der Bischöfe von Vence). Der heilige Verant (451–492) war die erste große Persönlichkeit auf dem Bischofsstuhl und Patron der Diözese Vence. Er war Sohn des heiligen Eucherius und hat sich mit seiner Gemahlin Galla auf die Île Saint-Honorat, eine der Îles de Lérins, zurückgezogen, bevor er Bischof von Lyon wurde. Der berühmte Salvian von Marseille bildete auch ihn auf Saint-Honorat aus. Als Bischof von Vence galt er als erbitterter Gegner der häretischen Lehren des Arianismus und Monophysitismus. Es soll ihm gelungen sein, die Goten von seiner Bischofsstadt fernzuhalten.
Aus der Zeit der merowingischen Kathedrale weiß man lediglich, dass die Lombarden sie wahrscheinlich im 6. Jahrhundert verwüsteten. Die Reihe der Bischöfe weist zwischen 650 und 868 und zwischen 878 und zirka 1040 Lücken auf. Das einzige Überrest aus dem Hochmittelalter sind einige Tafeln von der karolingischen Kanzel des 11. Jahrhunderts, die man in romanischer Zeit im heutigen Bauwerk eingemauert hat. Sie tragen merowingische Flechtmuster. Demnach kann der jetzige Bau auf dem Platz der vorromanischen Kathedrale stehen. Zu Beginn der romanischen Epoche hat man anscheinend diese Tafeln vervollständigt. Das könnte beweisen, dass der ursprüngliche Schmuck des Altarraums in der Zeit der Sarazenenüberfälle beschädigt wurde und dann in frühromanischer Zeit restauriert und wiederverwendet worden ist.
Das Bauwerk der romanischen Kathedrale wird in das letzte Drittel des 11. Jahrhunderts datiert.

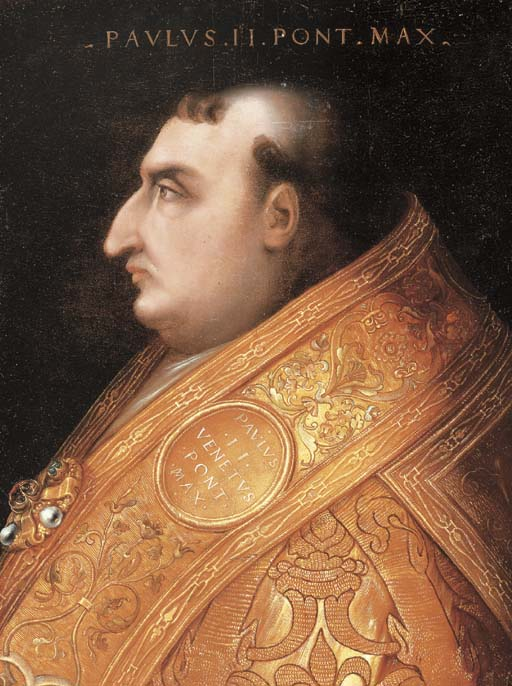
Paul II. in einem Gemälde von Cristoforo dell’Altissimo

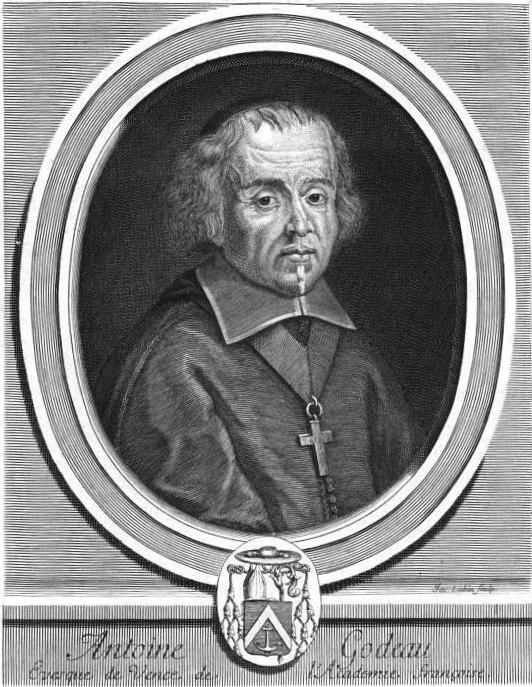
Antoine Godeau

Eine weitere prächtige Bischofsgestalt war der heilige Lambert (1114–1154), der durch seine Wohltätigkeiten und Wunder bekannt war. Zu weiteren Titelinhabern rechnen
Alessandro Farnese (1508–1511): er sandte als Papst Paul II. im Jahr 1534 in das kleine Bistum, in das er nie mehr zurückkam, einige Reliquien. Ferner die Gelehrten Guillaume Le Blanc, Pierre du Vair, Antoine Godeau – eines der ersten Mitglieder der Académie Française, der nach den schönen Tagen im Hotel Rambouillet ein beispielhafter Hirte wurde. Er vereinigte 1644 die Bistümer von Grasse und Vence und entschied sich selbst 1653 für Vence. Der Oratorianer Jean-Baptiste Surian (1728–1754) „der zweite Massillon der Provence“  (Jean-Baptist Massillon, Oratorianer 1663–1742, war einer der größten Kanzelredner seiner Zeit und wurde 1717 Bischof von Clermont-Ferrand), auch Akademiemitglied und eifriger Kirchenfürst. Sein Dazwischentreten rettete die Stadt vor den Ausschreitungen der Reichstruppen im Jahr 1746.
Ab 1724 beschwerte sich Monsignore du Vair über den schlechten Zustand des Bauwerks. Diese Klagen wiederholten sich anlässlich der Visitationen des 17. und 18. Jahrhunderts. Diese Visitationsberichte verlieren über die Erweiterungen in dieser Zeit kein Wort. Es handelt sich um zwei zusätzliche Seitenschiffe, die an die Außenwände der ursprünglichen Seitenschiffe angebaut worden sind, im Norden mit zwei und im Süden mit drei Jochen. Das geschah wahrscheinlich im 16. Jahrhundert oder zu Beginn des 17. Jahrhunderts. Im 18. Jahrhundert kam auf Höhe der ersten beiden Joche des südlichen Seitenschiffs die Vorhalle als Haupteingang zur Kathedrale hinzu.
Die Herrschaftsrechte über die Stadt teilte seit dem 11. Jahrhundert der Bischof mit den weltlichen Herrschaftsfamilien von Nizza und Marseille. Sie mussten dem Grafen der Provence, Raimund Berengar V., weichen, der die Stadt 1231 für seinen Berater Romée de Villeneuve als Lehen nahm. Die Familie von Villeneuve teilte sich bis zur Revolution die Herrschaftsrechte von Vence mit dem Bischof. Zu Beginn des 14. Jahrhunderts bildete sich ein Gemeinderat mit tatkräftigen Konsuln. Seit dieser Zeit prägten die Streitigkeiten zwischen dem Bischof, der Stadt und den Villeneuves die Geschichte von Vence.
Diese Spannungen erklären möglicherweise, warum die Kirche seit Beginn der romanischen Epoche nie wieder neu und größer aufgebaut worden ist und warum Vence auch keine weiträumige Kathedrale erhielt, wie etwa Grasse, Fréjus oder Senez. Im Jahr seiner Aufhebung 1789 zählte das Bistum noch 21 Pfarreien, was lediglich dazu führte, dass der Bischof nur über geringere Erträge verfügte.
Das flache eigenartige Tonnengewölbe des Mittelschiffs ohne Gurtbögen und Kranzgesimse besteht aus Stuck und stammt aus dem Jahr 1824 oder später. Das Schiff trug wohl ursprünglich kein Gebälk. Die große Dicke der Wände deutet eher auf ein Steingewölbe hin. Auch die Ausweichungen der Nordwand beweisen, dass ein solches Gewölbe das Schiff überdeckte.  Die zum Mittelschiff hin meist glatten Mauerwerkpfeiler der Scheidewände erscheinen eigenartig. Hingegen sind den Pfeilern in den Seitenschiffen recht breite halbrunde Dienste vorgeblendet. Es ist sehr wahrscheinlich, dass es diese Dienste auf beiden Seiten der Schiffe gegeben hat. Die aufgefundenen Texte liefern dafür den Beweis.
Msgr. du Var vermerkte am 26. Mai 1624: „Die Gewölbe, die der großen wie der kleinen Schiffe, sind rissig und zeigen von einem Ende zum anderen auf der ganzen Länge Sprünge, so sehr, dass sie den Einsturz der Ruine befürchten lassen, da die Basen (= Dienste) der Arkaden, welche die genannten Gewölbe stützen, fast ganz abgeschnitten sind.“ Im 17. Jahrhundert gab es also noch Gurtbögen – während R. Doré  glaubte, man habe sie in dieser Epoche bereits entfernt –, aber die Dienste waren zweifellos schon seit dem Bau der Emporen beseitigt worden, um im Schiff Platz zu gewinnen. Tatsächlich glich man die oberen Teile dieser anliegenden Halbsäulen und der Gurtbögen viel später ab: Es ist das Werk von Quine, des Stadtarchitekten von Grasse, der 1824 die „vollständige“ Restaurierung des Bauwerks durchgeführt hat. Seit dem 22, Nivôse (= 4. Monat der republikanischen Zeitrechnung) des 2. Jahres (11. Januar 1795) machte die Geistlichkeit den Rat der Stadt darauf aufmerksam, dass der Zustand der Gewölbe deren Einsturz befürchten lassen. Am 10. Mai 1809 alarmierte der Bürgermeister mit neuen Mängeln: das zementierte Gewölbe zeige in seiner ganzer Länge neue Risse. Der Kostenvoranschlag von Quine vom 30. November 1822 beschreibt das genauer. „Die Gewölbe... sind rissig, eingesunken auf der ganzen Länge, sowie die sechs Gurtbögen: besonders zur Mitte hin derart gedrückt, dass sie keinerlei Bogenform mehr zeigen.“ Man muss sie abbrechen: „Die Halbsäulenpilaster, welche die Bögen tragen (!), sind seit langem bis unter die vorspringenden Emporen unterbrochen. Da aber die Bögen nicht mehr vorhanden sind, wird man auch den Rest der genannten Dienste bis oben entfernen. Dadurch können die beiden Türen des Chors erhalten bleiben, die sich unter den Pilastern befinden.“  Quinte entschied sich für ein Gebälk. „Es wird ein halbovales Gewölbe gebaut oder ein Korbhenkelgewölbe über die ganze Länge der Kirche. Die beiden Pilaster, die den Bogen über dem Altarraum unterstützen, sind nicht in so schlechtem Zustand, sie werden frisch untermauert bis zum Boden der Kirche, wie auch der Pilaster rechts vom Altar.“ Die Gesamtsumme für die Arbeiten betrug 5184 Francs und 55 Centimes. Die im Kostenvoranschlag aufgelisteten Reparaturarbeiten führte man vom Juni bis Dezember 1824 durch. Das heutige Gewölbe stammt also von 1824, nicht von 1812, wie Blanc aufgrund der Gelder glaubte, die das alte Kapitel von der Lotteriekasse auf königliche Anordnung von 1783 bis 1787 erhielt. Vermutlich errichtete Quine das Gewölbe in gleicher Höhe wie das ursprüngliche wieder auf.
Um eine Vorstellung von der ursprünglichen Anordnung der drei Schiffe des Langhauses zu erhalten, muss man sich die Emporen in den Seitenschiffen wegdenken. Sie sollten das Fassungsvermögen der Kathedrale vergrößern, das für die Bevölkerung nicht mehr ausreichte.
Msgr. du Vair bemängelte den schlechten Zustand der Galeriefußböden der „kleinen Schiffe“, die er auf seine Kosten bereits teilweise hat erneuern lassen. Die Emporen können in einem ersten Abschnitt der Erweiterungen des 16. Jahrhunderts entstanden sein, bevor die beiden zusätzlichen Seitenschiffe angefügt worden sind. Die neuen Seitenschiffe durchschnitten eine Wand in Höhe der Emporen, und Msgr. du Vair hielt 1624 fest, dass sie schon alle Dienste beschnitten. Jedenfalls verringerten die Emporen den sichtbaren Teil der Pfeiler im Parterre auf ein ausgebessertes rechteckiges Massiv. Die großen Arkaden stehen auf einer Hohlkehle, die die alten Bogenkämpfer ersetzt. Die alten Pfeilerstrukturen sieht man über den Emporen, die einem das frühere Aussehen der Hauptschiffwände vermitteln.

## Bauwerk

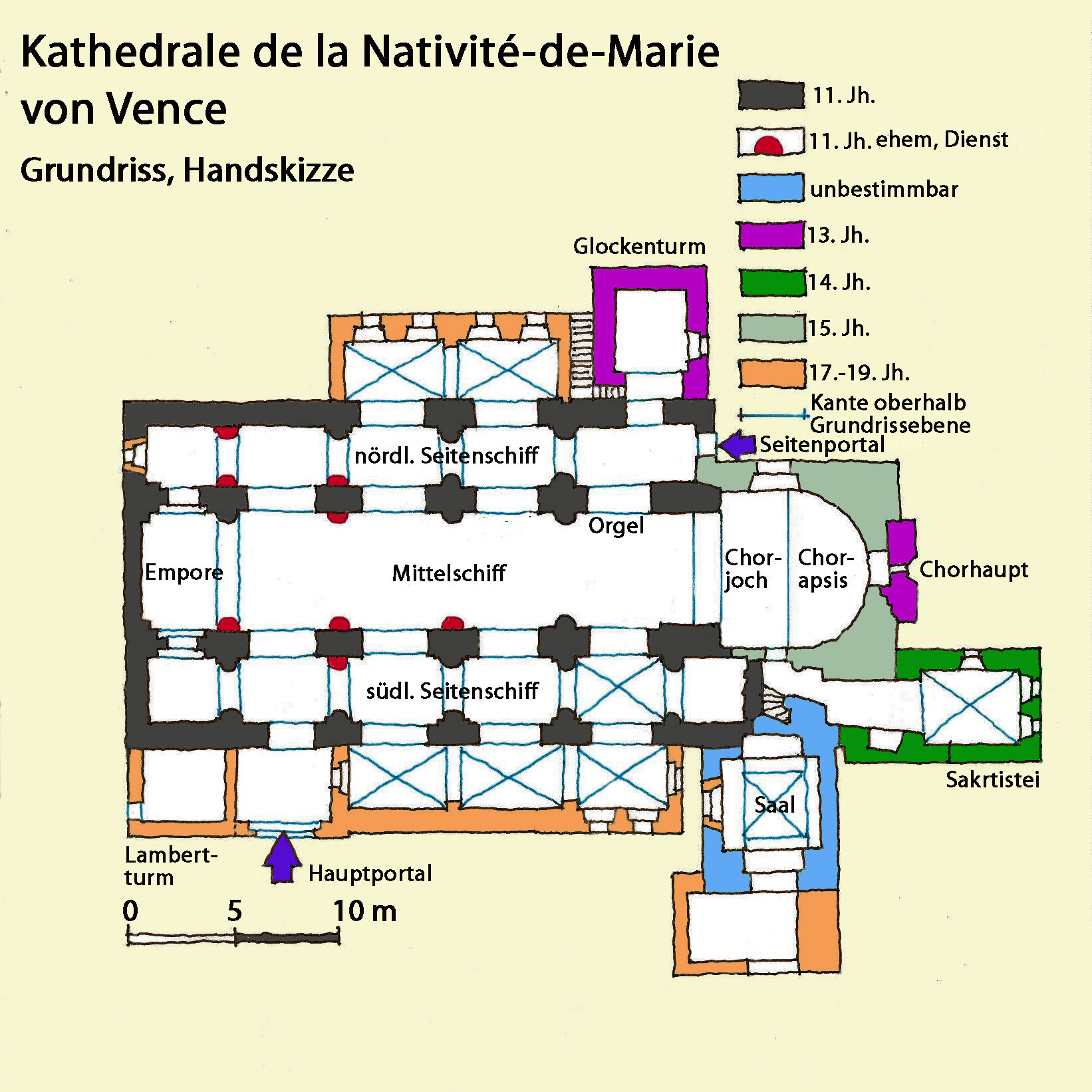
Kathedrale von Vence, Grundriss, Handskizze

Abmessungen zirka, aus Grundriss entnommen und hochgerechnet:
- Länge über alles, inklusive Sakristei (außen): 43,65 m
- Länge Langhaus mit Chorhaupt (außen): 37,65 m
- Länge Mittelschiff (innen); 27,50 m
- Breite einschl. aller Seitenschiffe (außen): 24,90 m
- Langhausbreite (außen): 15,50 m
- Mittelschiffbreite (innen): 5,50 m
- Seitenschiffbreite (innen): 3,00 m
- Chorbreite (innen): 7,50 m
- Chortiefe (innen): 7,00 m
- Höhe Mittelschiffscheitel: 13,70 m

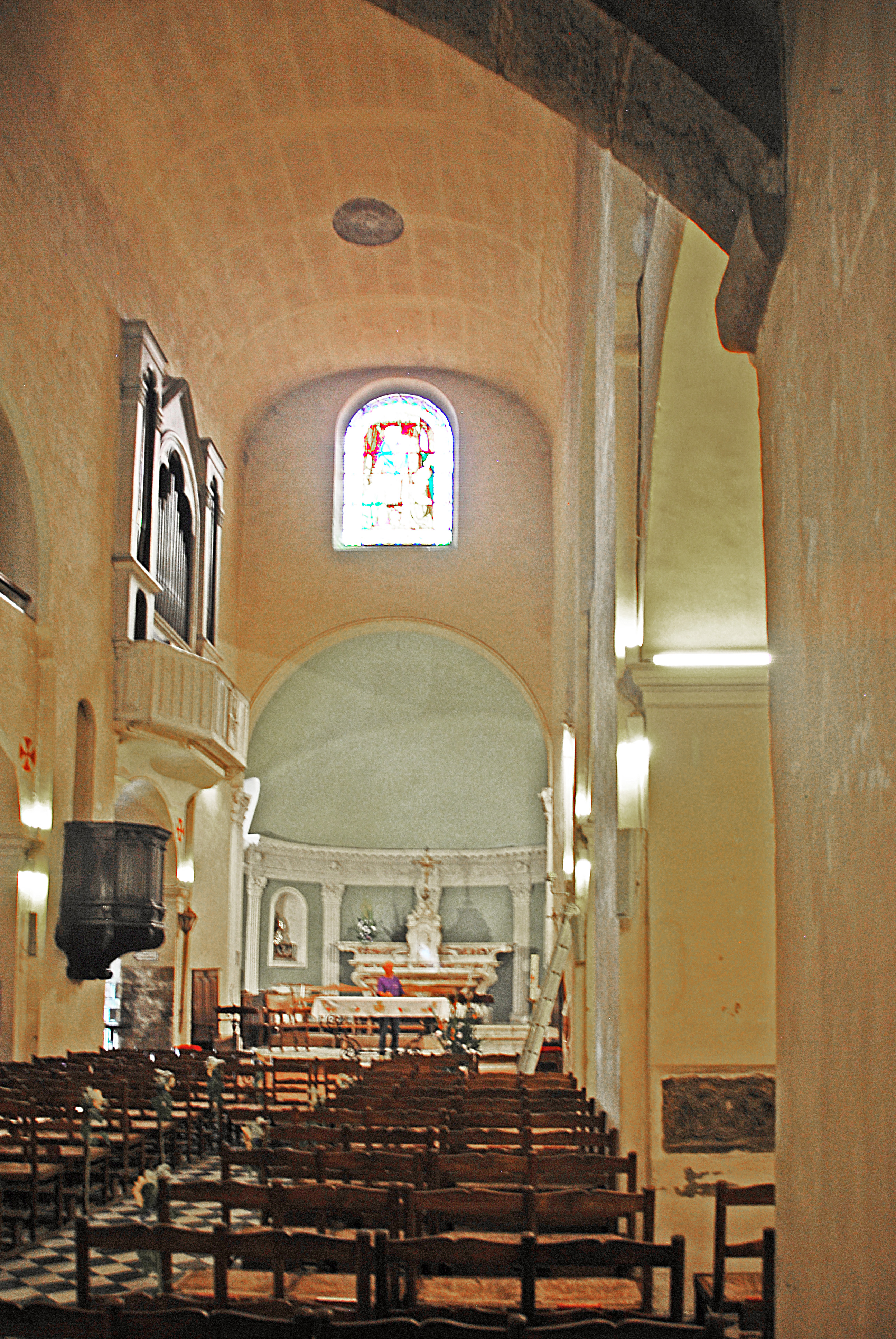
Mittelschiff zum Chor

- Höhe Seitenschiffscheitel: 9,40 m

### Inneres

#### Langhaus
Das ursprünglich dreischiffige romanische Langhaus wird in fünf Joche unterteilt, im südlichen Seitenschiff schließt sich im Osten ein sechstes Joch an. Das erste Joch im Westen ist etwas schmaler als die anderen, ähnlich geht es dem sechsten Joch des südlichen Seitenschiffs.
Der basilikale Aufriss des Langhauses zeigt die relativ geringen Höhenunterschiede den Schiffe, die keine Obergadenfenster zulassen. Das ursprüngliche etwas höhere steinerne Tonnengewölbe des Mittelschiffs besaß einen halbkreisförmigen Querschnitt, wurde von dem heute sichtbaren Tonnengewölbe abgelöst, dass den Querschnitt eines flachen Korbhenkelbogens aufweist, das ohne die Zäsur eines Gesimses aus den glatten Scheidewandoberflächen übergeht. Es besteht aus Stuck und ist am Gebälk des Dachstuhls aufgehängt.

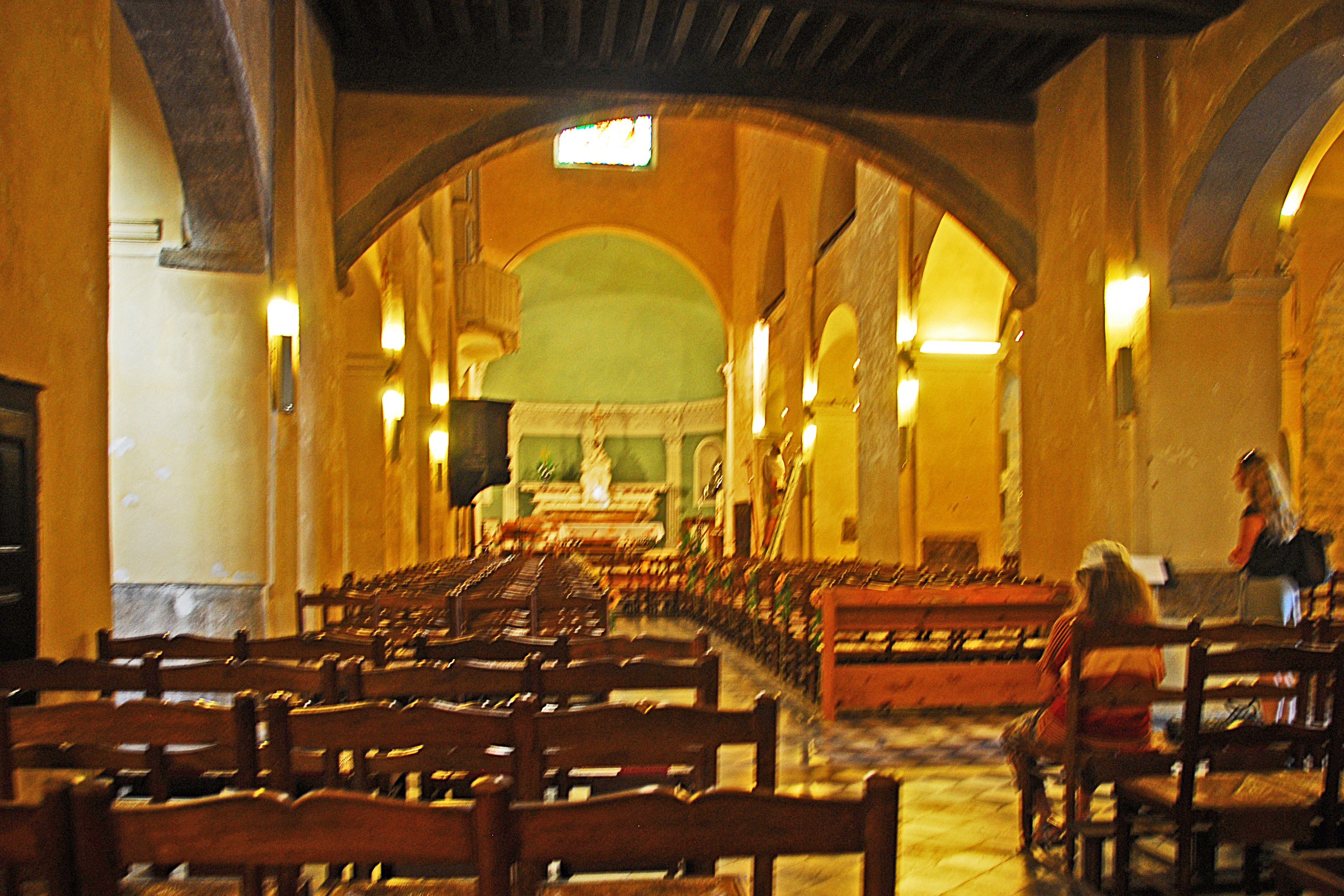
Mittelschiff unter Westempore

Die schlanken Arkaden, die sich den Scheidewänden der Joche 2 bis 5 zu den Seitenschiffen öffneten, waren von halbrunden kantigen Bögen überdeckt und ihre Scheitel lagen nur wenig unter den Scheiteln der Gurtbögen der Kreuzgratgewölbe der Seitenschiffe. Diese Arkaden haben ihre aufstrebende Eleganz verloren, indem man in den Seitenschiffen Emporen auf Kreuzgratgewölben eingezogen hat. Dabei wurden in die großen Arkaden deutlich niedrigere und etwas schmalere rundbogige Arkaden eingestellt. Die diese Arkaden umschließenden Wandabschnitte treten gegenüber den Oberflächen der Scheidewände etwas zurück, ihre Bogenansätze sind von profilierten Kämpfern markiert. Die Wandabschnitte über den niedrigeren Arkaden schließen in Höhe der Bogenansätze der großen Arkaden waagerecht ab.
Die ursprünglichen Dienste, die den Pfeilern vorgeblendet waren, sind im Hauptschiff fast gänzlich verschwunden. Sie haben ihre ursprüngliche Aufgabe, Gurtbögen und Pfeilervorlagen unter den Steingewölben zu tragen, im Mittelschiff verloren. In den Seitenschiffen und über den Emporen gibt es noch diese Gurtbögen und deshalb die sie tragenden Dienste, mit den sie bekrönenden Kapitellen, die den Übergang vom halbrunden zum rechteckigen Querschnitt übernehmen.

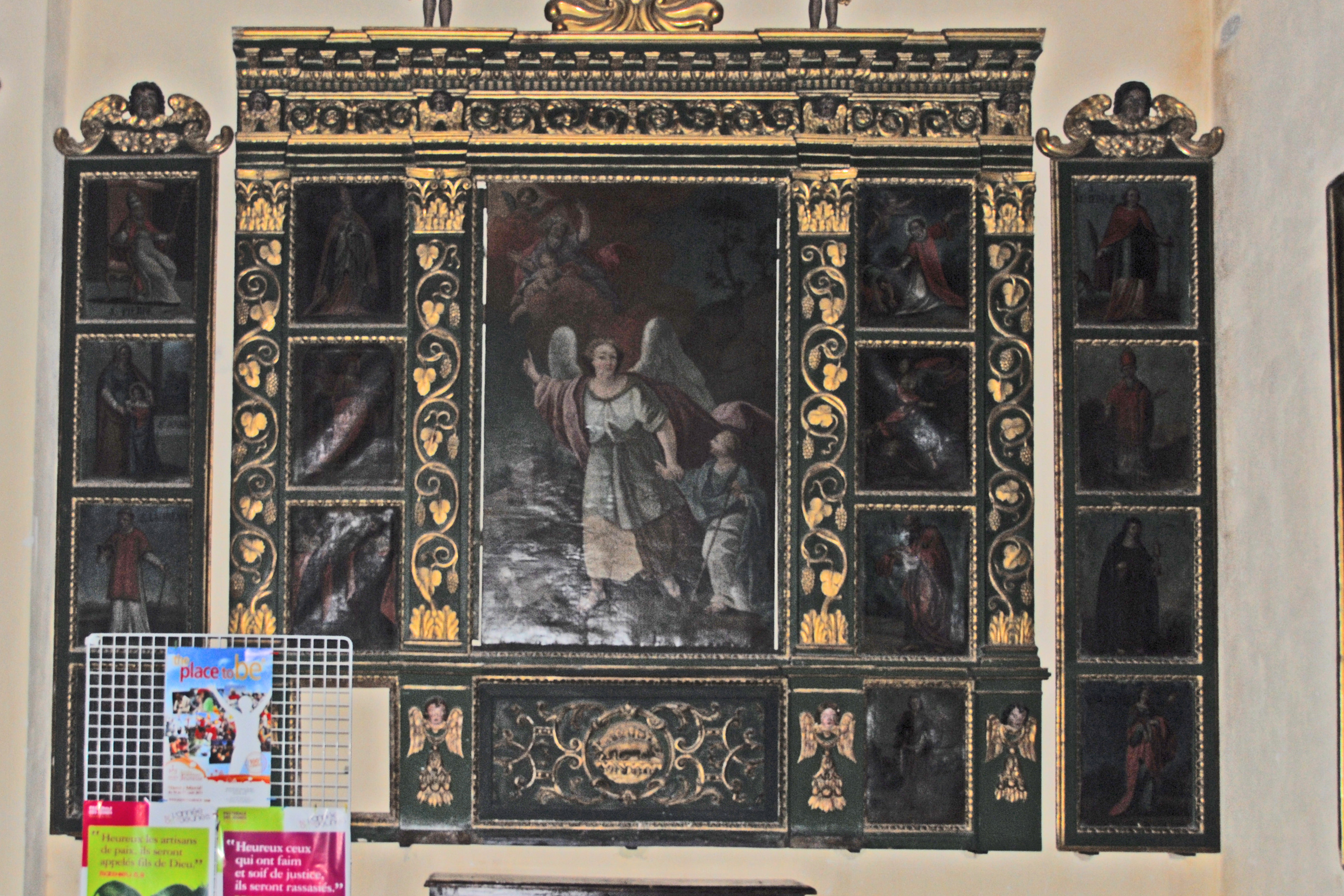
Altar in der südlichen Seitenkapelle

In den ehemaligen Außenwänden der Seitenschiffe erkennt man in Höhe der Emporen Spuren von früheren Seitenfenstern. Sie sorgten für indirekten Lichteinfall ins Mittelschiff. Wie hier im Süden üblich fehlten sie auf der Nordseite. Die später angefügten gleich hohen Seitenschiffe tragen Kreuzgratgewölbe auf scharfkantigen Gurtbögen, die an den Wänden auf profilierten Kragsteinen stehen. Das durch ihre Seitenfenster eindringende Licht gelangt über die Arkaden in den alten Seitenschiffen sehr abgeschwächt in das Mittelschiff. Letzteres wird von je einem rundbogigen Fenster in seinen Giebelwänden nicht weit unter den Gewölbescheiteln direkt belichtet. Das über dem Triumphbogen des Chors in der Ostwand des Schiffs ausgesparte gedrungene moderne Fenster ist recht groß und seine Gewände sind stark aufgeweitet. Das ältere Fenster in der Westwand ist dagegen schlank. Im alten nördlichen Seitenschiff ist in der westlichen Kopfwand unterhalb der Empore ein kreisrunder Okulus, auch Ochsenauge genannt, ausgespart. Im Emporenbereich darüber ist ein Zwillingsfenster eingelassen, aus zwei schlanken angespitzten Öffnungen.
Die rundbogige Arkade in der hohen Ostwand des Schiffs, der Triumphbogen, hat dieselbe Breite wie das Mittelschiff und bleibt mit ihrem Scheitel weit unter dem des Schiffs.

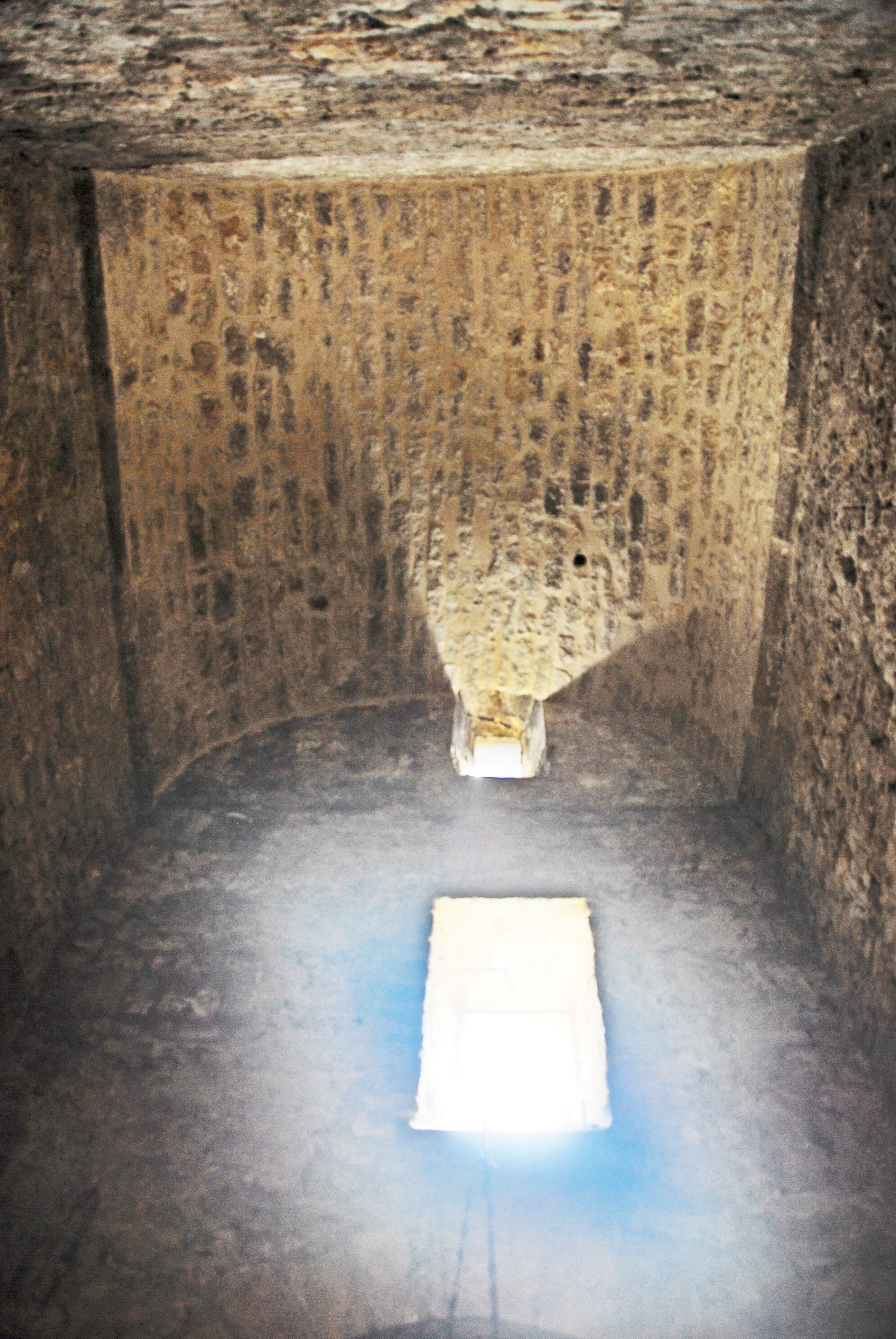
Gewölbe, südl. Seitenschiff, 6. Joch

In dieser Fassadenwand gab es wahrscheinlich ursprünglich in der Mitte des Hauptschiffs ein Haupteingangsportal, das man später wohl spurenlos zugemauert hat. Ein neuer Haupteingang entstand 1897 auf der Südseite im zweiten Joch, zusammen mit einer Rokokofassade und einer Vorhalle im ersten und zweiten Joch. Über dem ersten Joch neben dem Haupteingang ragt ein fast quadratischer Turm auf, der Lambertturm. Einen zweiten Eingang, ein Nebenzugang, gibt es in der östlichen Kopfwand des nördlichen Seitenschiffs, zwischen dem Chor und dem Glockenturm. Über das fünfte Joch des nördlichen Seitenschiffs gelangt man in den Sockel des Glockenturms aus dem 13. Jahrhundert, der als Seitenkapelle dient.

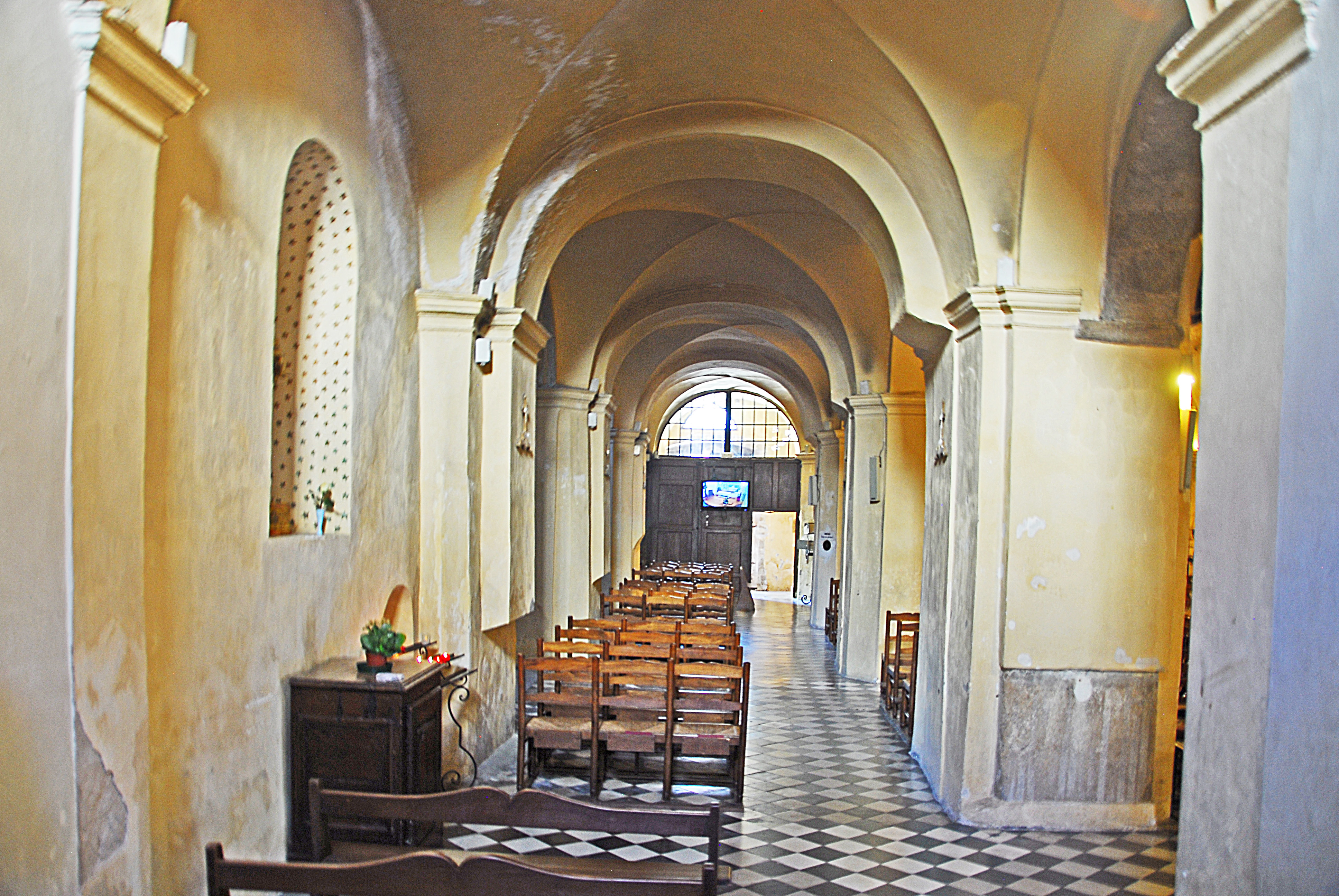
Nördliches Seitenschiff
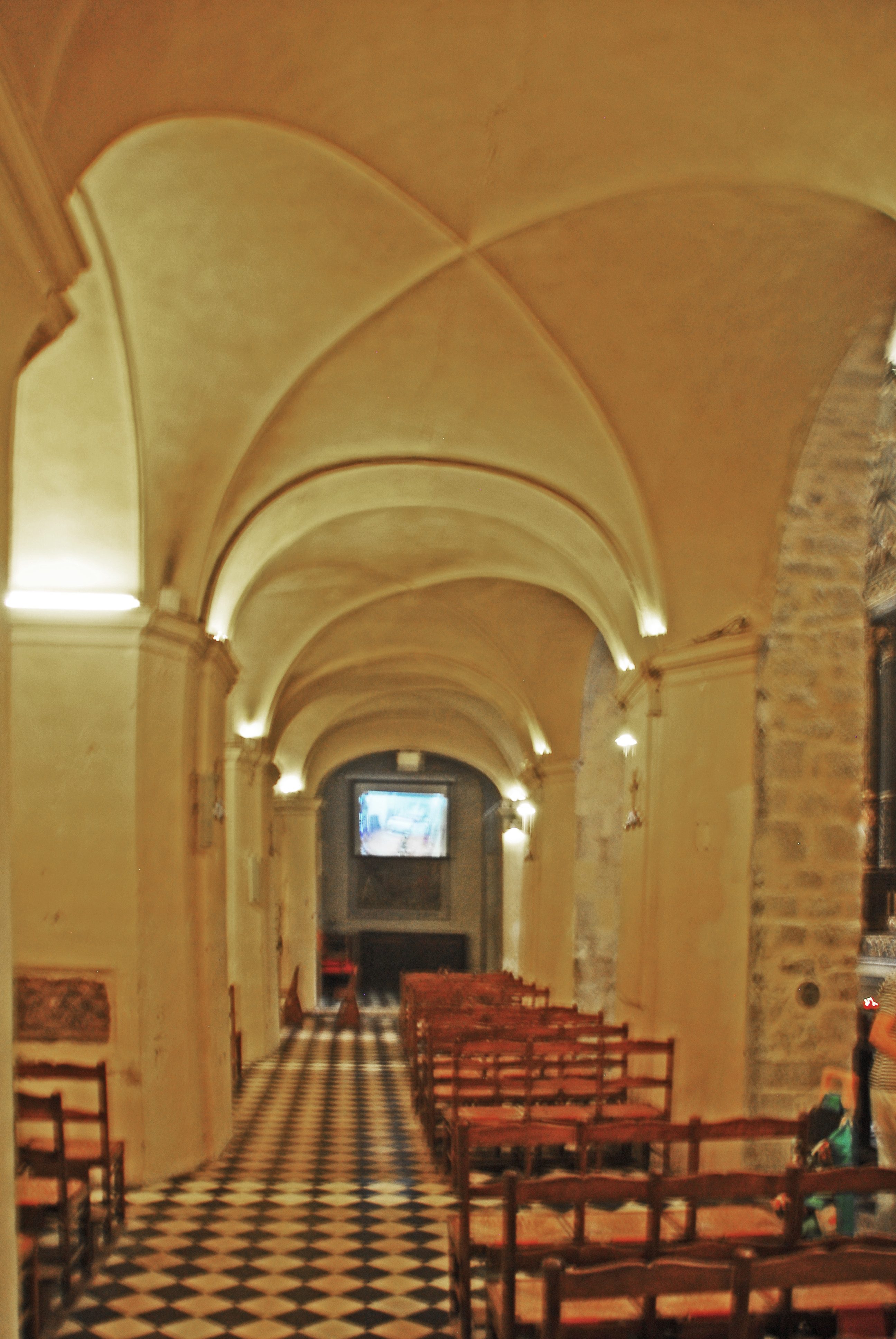
Südliches Seitenschiff
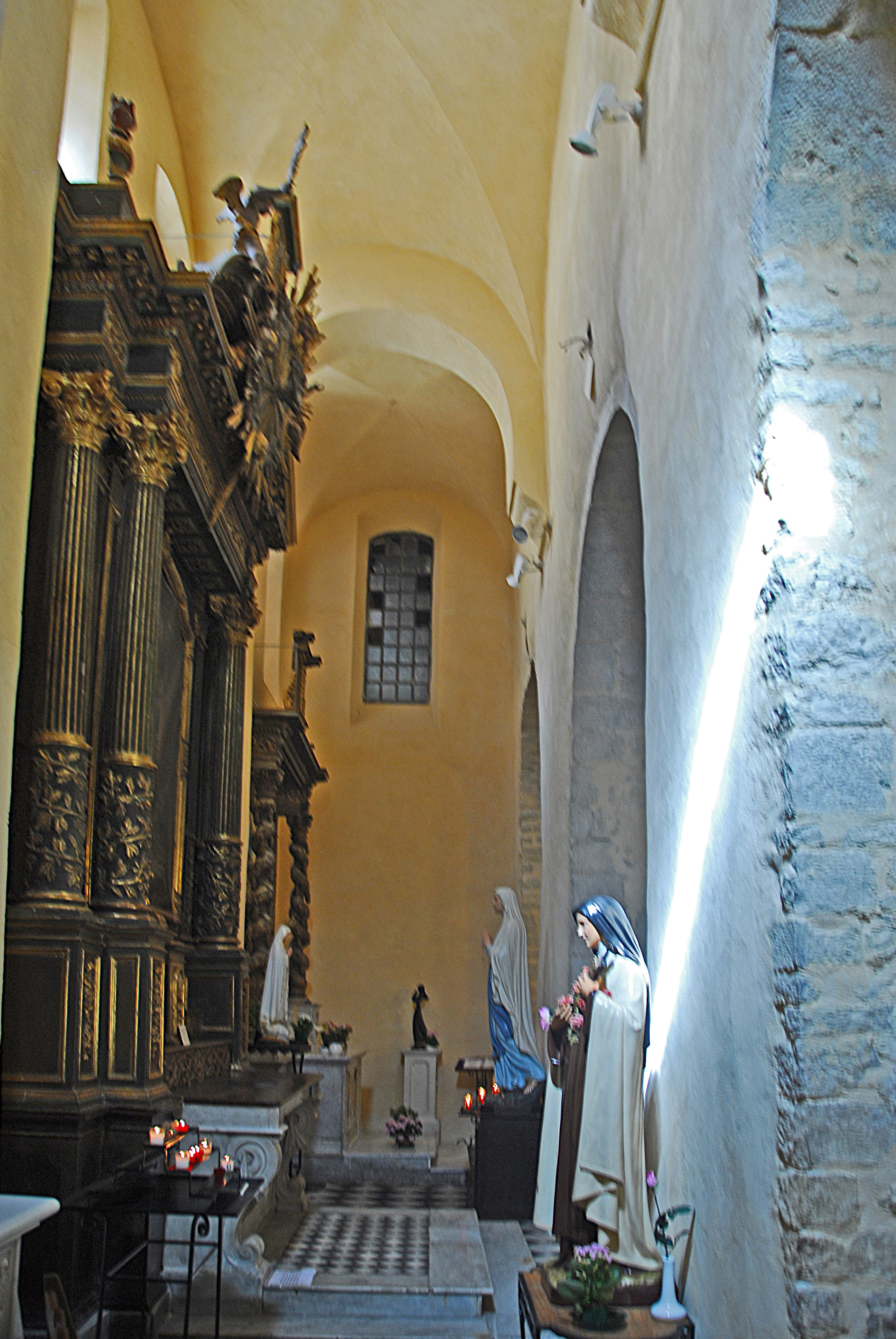
Äußere südliches Seitenschiff, nach hinten
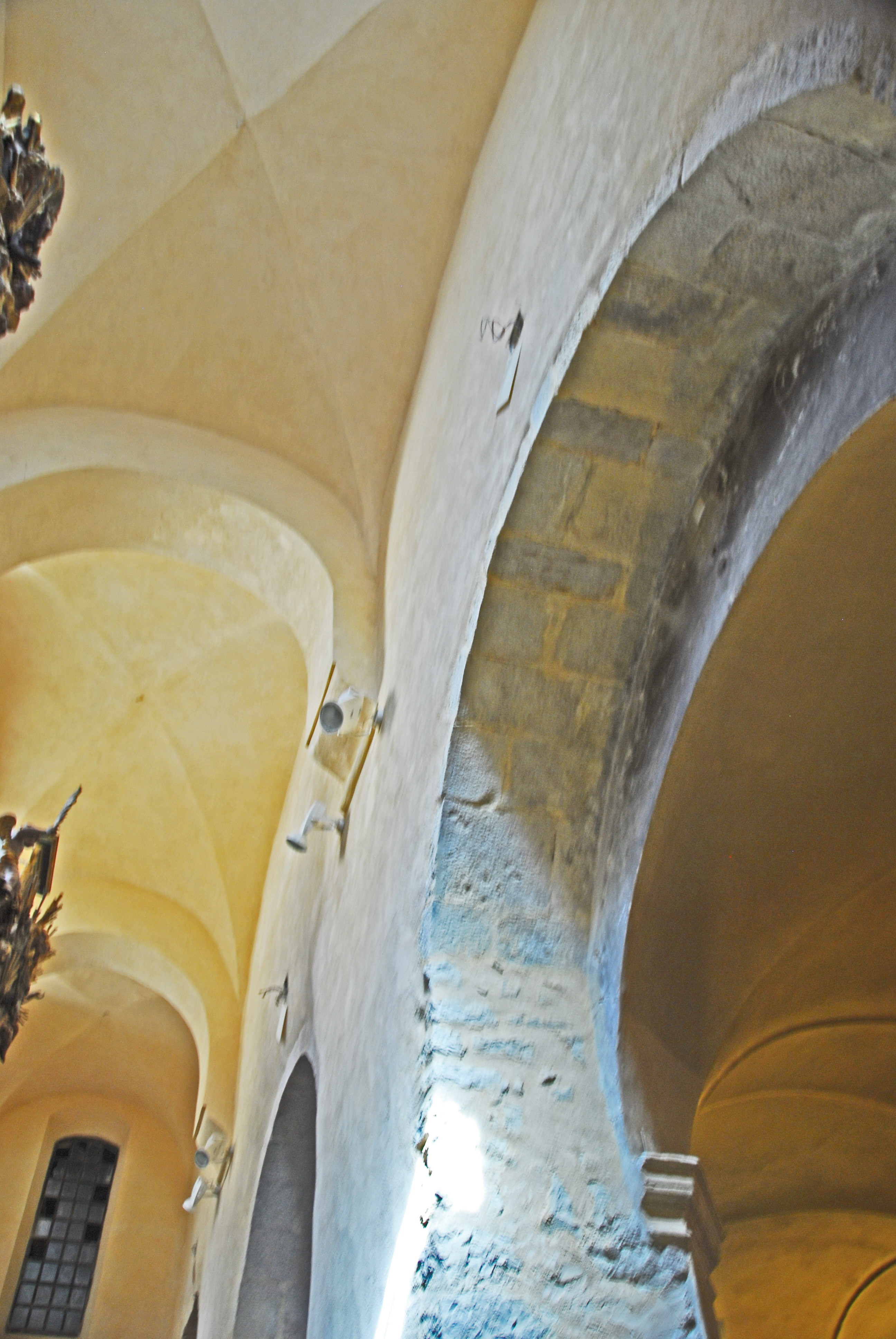
Südliche Scheidewandarkade
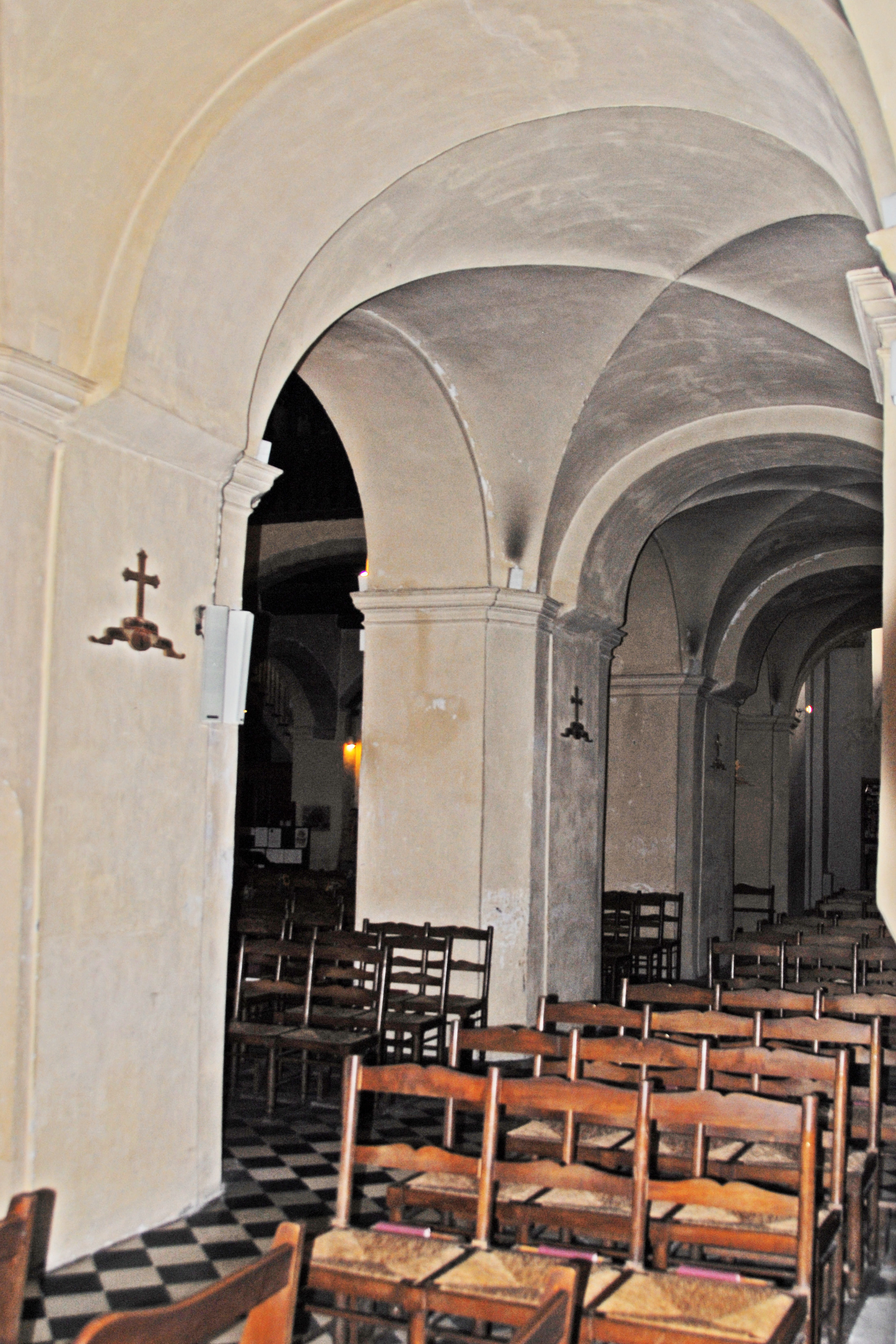
Nördliches Seitenschiff nach hinten

#### Östliche Gebäudeteile der Kathedrale
Der Ostabschnitt der Kirche wirft etliche teils ungelöste Probleme auf. Schon Doré vermutete, dass die drei romanischen Schiffe wie damals üblich mit einer Chorapsis in der Mitte und zwei ihn flankierende Apsidiolen abgeschlossen gewesen sind. In Höhe der Empore am Ostende des südlichen Seitenschiffs erkennt man noch einen Ansatz der ehemaligen halbrunden Apsidiole. Gleiches lässt sich auch im Norden feststellen, wo man allerdings für den Einbau der Orgel das Gewölbe unter der Empore und Teile der Wände zerstörte und diese danach wieder herrichtete. Jedenfalls wurden beide Seitenschiffe mit je einer Apsidiole abgeschlossen.

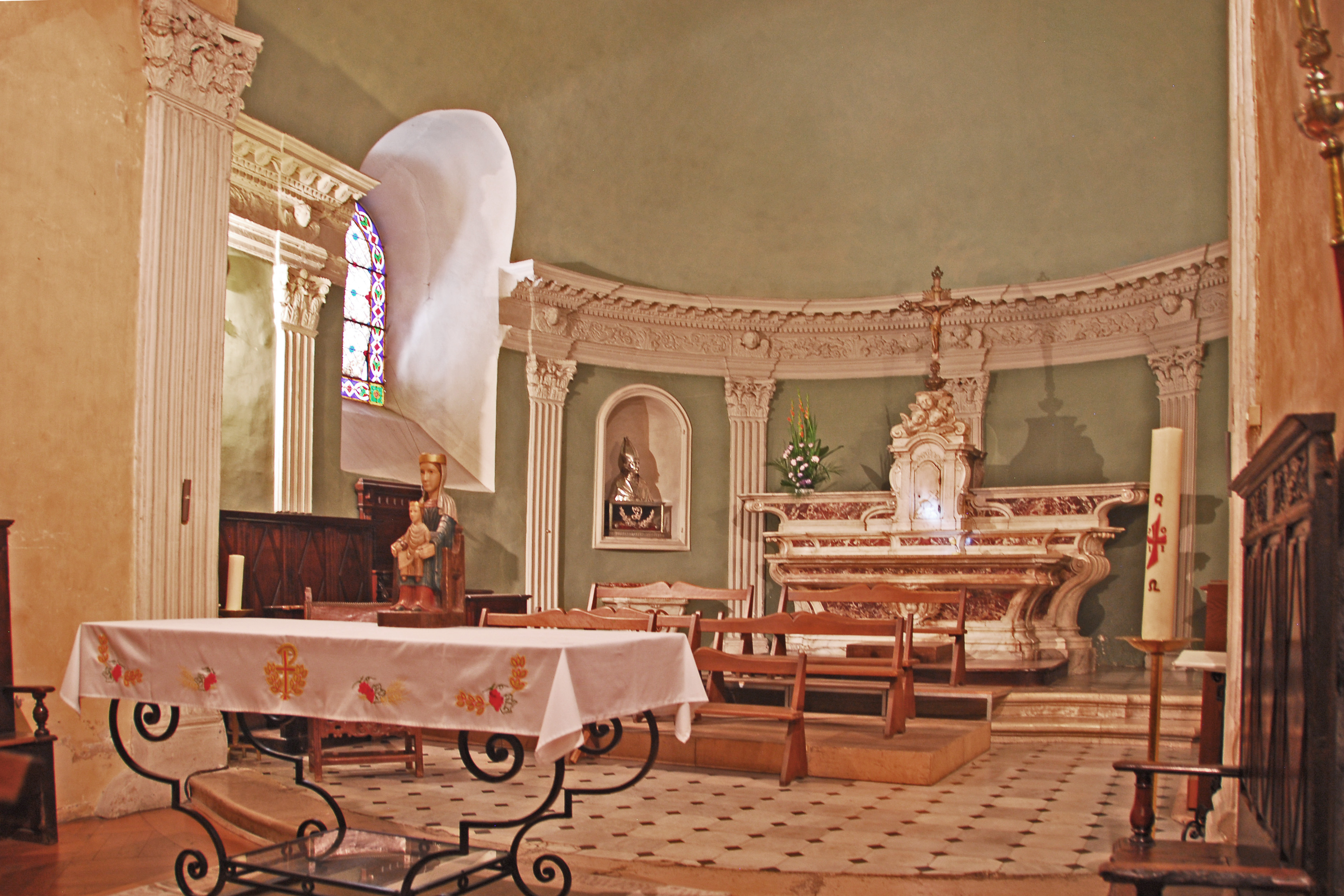
Chorraum

Der heutige Chor ist mit acht Metern Scheitelhöhe wesentlich niedriger und zwei Meter breiter als das Mittelschiff und besteht aus einem rechteckigen Chorjoch, das von einer halbrunden Apsis in gleicher Breite abgeschlossen wird, und wird von einem halbrunden Tonnengewölbe überdeckt an das sich eine halbe Kugelkalotte anschließt. Sein Anschluss an das Schiff wird von Baukunsthistorikern als „ungeschickt“ und die Proportionen dessen inneren Volumens als „ungünstig“ erscheinen. Diese Bewertungen, zusammen mit der „Mittelmäßigkeit“ des Mauerwerks mit Füllsteinen lassen den Chor eher auf eine Entstehung im 15./16. Jahrhundert datieren, als die von Doré vorgeschlagene „klassizistische“ Epoche (etwa zwischen 1770 und 1840). Ein unveröffentlichter Brief der Kanoniker von Vence an die Kanoniker von Nizza – aufgrund von Handschriftuntersuchungen in das 15. Jahrhundert datiert – teilte mit, dass man den „Chor“ und die Kathedrale wieder aufbauen wolle. Könnte sich dieser wenig aussagende Text auf eine Holzkonstruktion beziehen, ähnlich der heutigen Westempore? Das zwischen 1455 und 1459 ausgeführte Chorgestühl war für den Chor vorgesehen, den man wohl Mitte des 15. Jahrhunderts schuf. Andererseits ist bekannt, dass man den in diesem Brief erwähnten Arzt Philippe Broca mit einer fest umrissenen Aufgabe 1459 zu den Ratsherren von Nizza gesandt hatte. Dieser Text stammte also aus der Entstehungszeit des Chorgestühls. Der Altarraum wurde im 18. Jahrhundert neu gestaltet.
In der Achse der Chorapsis hinter dem heutigen Altar ist eine rechteckige Nische eingelassen, die früher wahrscheinlich den Altar aufgenommen hat oder vielleicht auch als Tresor für die Aufbewahrung der Reliquien gedient hat. Auf den Wänden des Chors breitet sich eine knapp vier Meter hohe „Säulenhalle“ aus, die überwiegend aus leicht auftragenden Stuckornamenten auf dem glatten Wandputz besteht. Insgesamt sieben kannelierte Pilaster mit pflanzlich dekorierten Kapitellen tragen einen gut einen halben Meter breiten Architrav, der etwa in Höhe der Gewölbeansätze von einem weit ausladenden Kraggesims abgeschlossen wird. Architrav und Gesims sind aufwändig dekoriert. In der Nordwand des Chors ist das einzige Fenster ausgespart. Es ist rundbogig und weist rundum aufgeweitete Gewände auf.
Auf der Südseite des Chors führt ein Durchgang zur Sakristei, die einen weit ausladenden Vorsprung bildet. Der leicht rechteckige Raum wird von einem Kreuzrippengewölbe überdeckt. Er wird im Grundrissplan auf das 14. Jahrhundert datiert und ist somit älter als der heutige Chor.
Aus diesem Durchgang erschließt eine fünfstufige Treppe abwärts einen außergewöhnlichen rechteckigen Saal, der mit der Südostecke des südlichen Seitenschiffs innig verbunden ist. Ihn überdeckt ein Kreuzgratgewölbe, ähnlich denjenigen des südlichen Seitenschiffs. An den Wänden leiten scharfkantige Gurtbögen vom rechteckigen Raumgrundriss zum nahezu quadratischen Umriss des Gewölbes über. Die beträchtliche Raumhöhe unter dem Schlussstein von immerhin neun Metern entspricht, bis auf einige zehn Zentimeter genau, derjenigen der Seitenschiffe. In den Wänden sind rundbogige Arkaden eingelassen, in der Westwand 1,10 Meter, in der Südwand 1,06 Meter, und in der Ostwand 0,94 Meter tiefe. Die West- und Ostarkaden sind höher als die anderen. Das mit Ausnahme der Grundmauer
vollständig verputzte Mauerwerk der Südnische hat man 1950 wieder aufgebaut. Vorher hatte ein Privatmann die offene Arkade als Zufahrt zu dem Saal mit einem Portal verschlossen. Ein modernes Fenster in der Westwand erhellt den Saal. Im Grundrissplan wird die Entstehungszeit des Saals als unbestimmbar bezeichnet.
Wozu hat dieser Saal ursprünglich im Gesamtplan gedient? Es gibt eine eher unwahrscheinliche Hypothese, die in ihm die Basis eines Turms erkennt, da die bekannten Türme dieser Gegend völlig anders aussehen. Eine andere denkt an ein Baptisterium. Nur archäologische Grabungen könnten hier behilflich sein. Auch eine Johanneskapelle an dieser Stelle ist unwahrscheinlich. Die Lage dieses Bauteils eng beim Chorhaupt und der kreuzförmigem Innengrundriss könnten eine Grabkapelle für die Bischöfe vermuten lassen. Dazu regen einige italienische Beispiele und Saint-Pierre in Vienne aus karolingischer Zeit an.
Aus dem Leben des heiligen Lambert (Bischof in Vence 1114–1154) wird berichtet, dass der bereits gelähmte und bettlägerige Bischof von seinem Bett aus hörte, wie die Maurer sein Grab vorbereiteten. Er ließ sich dorthin tragen, um es zu segnen. Dann kehrte er zum Sterben in sein Haus zurück. Die Beerdigung der Bischöfe erfolgte demnach nahe dem bischöflichen Palais, das der Kathedrale benachbart liegt. Jedenfalls dürfte man diesen Bau etwa gleichzeitig mit der Hauptmasse der Kathedrale, das heißt im 11. Jahrhundert erbaut haben.

### Äußere Erscheinung
Alles was außen das Gebäude im Laufe der Jahre veränderte, minderte die ehemals reizvolle Erscheinung der romanischen Kathedrale. Große Abschnitte der Außenseiten sind durch angefügte Fremdbauwerke nicht mehr einzusehen. Sichtbar ist die ganze Fassade im Westen und die beiden ersten Joche des äußeren südlichen Seitenschiffs mit dem Lambertsturm. Im Osten sieht man den Bereich vom Glockenturm bis zur Sakristei.

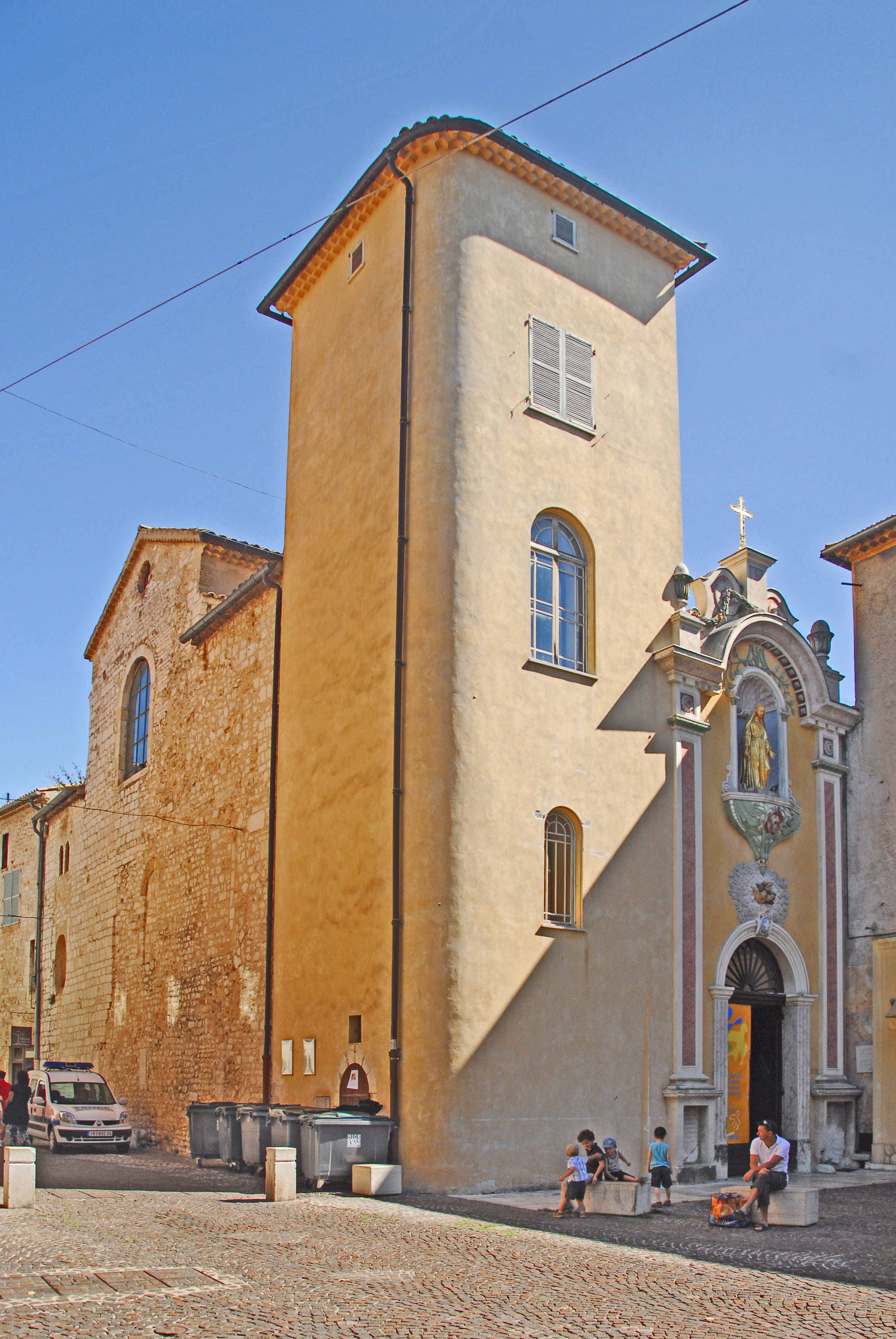
Lambertturm und Rokokofassade mit Haupteingang

Die Fassade des Langhauses lässt nur im oberen Wandbereich die basilikale Gliederung in das herausragende Mittelschiff und die es flankierenden Seitenschiffe erkennen. Die Schiffe sind mit flach geneigten Dächern überdeckt, die mit roten Hohlziegeln in römischem Format eingedeckt sind. Vom Satteldach des Mittelschiffs sieht man hier die leicht über die Giebelwand auskragenden Ortgänge, dessen Traufziegel auf den zweifach auskragenden Kranzgesimsen aufliegen. Die Pultdächer der Seitenschiffe enden über den Kopfwänden der Seitenschiffe mit halben Walmdachflächen die hier mit waagerechten Traufen abschließen, die denen des Mittelschiffs gleichen. Das Regenwasser wird in Hängedachrinnen aufgefangen und mit Fallrohren kontrolliert abgeleitet. Die Oberflächen der Kopfwände der Schiffe gehen ohne Zäsur ineinander über. Im oberen Drittel der Mittelschiffwand ist genau mittig ein rundbogiges großes und schlankes Fenster ausgespart, das die Strahlen der tief stehenden Sonne am späten Nachmittag tief in das Schiff eindringen lässt. Kurz darüber ist noch ein kleines Ochsenauge ausgespart, das sich hier, wie auch im gegenüber liegenden Ostgiebel, in den Dachraum über dem Gewölbe öffnet. Im Bereich des nördlichen Seitenschiffs ist im Erdgeschoss ein kreisrundes mittelgroßes Ochsenauge ausgespart. Weiter oben, innerhalb der Empore gibt es ein kleines Zwillingsfenster mit zwei schlanken und angespitzten Öffnungen und mit scharfkantigen Laibungen.
In der Mitte der Fassade wird vermutlich das Hauptportal gewesen sein. Der sehr chaotisch wirkende Mauerwerksverband verschiedener Bruch- und Werksteine lässt aber keine Spuren eines solchen Portals erkennen. Man erkennt lediglich in halber Höhe unter der Fensterbrüstung aber aus der Mitte versetzt eine Fensterkante mit einem Bogenansatz. Die mögliche Türöffnung wäre jedenfalls in der Wandmitte innerhalb des chaotischen Mauerwerksverbandes zu suchen.

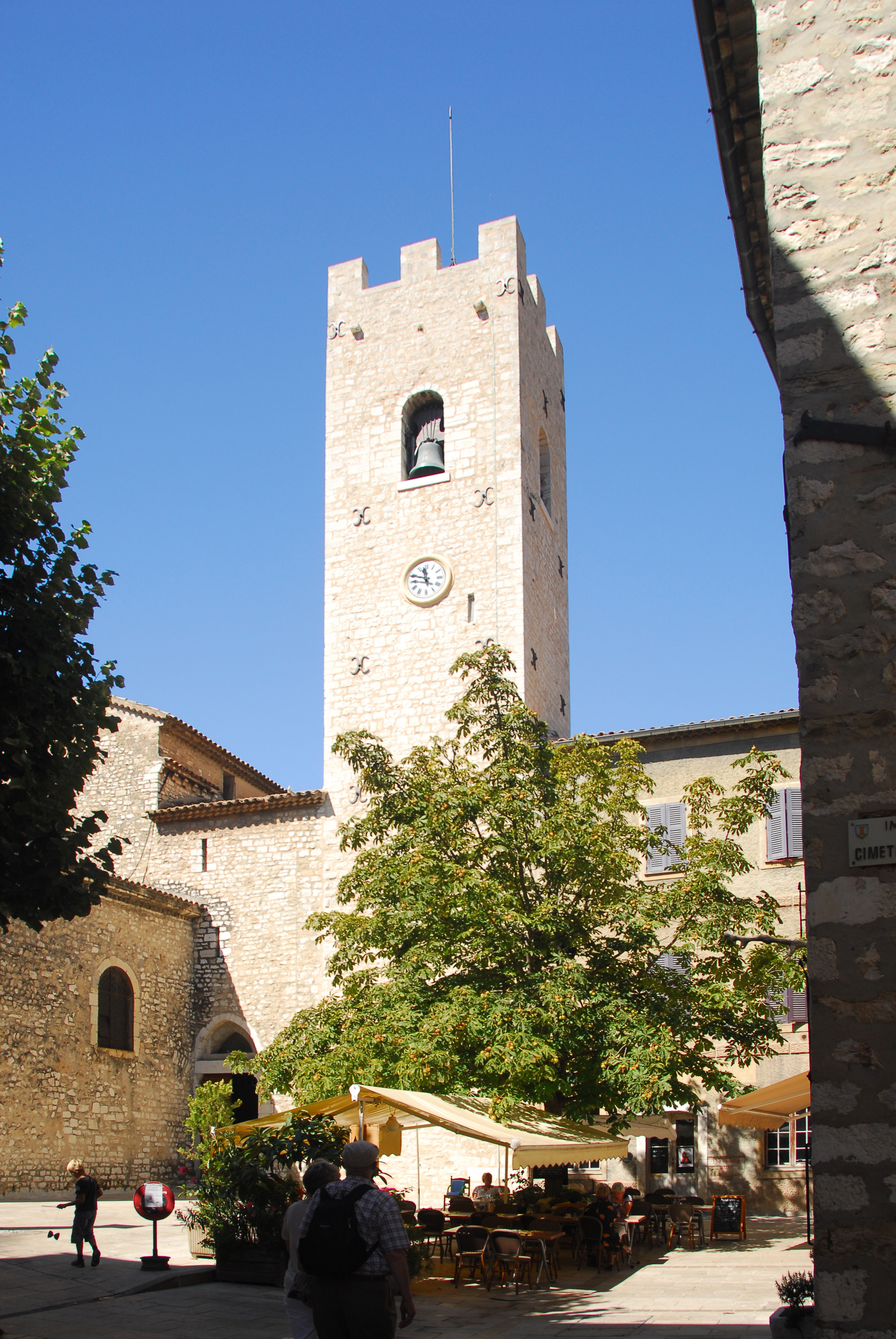
Glockenturm von Nordost

In Verlängerung Fassadenwand steht oberflächenbündig die Westwand des Lambertturms auf fast quadratischem Grundriss. Er gehört wie auch die neue Eingangshalle im zweiten Joch zu den jüngsten Teilen des Bauwerks. Er überragt den First des Mittelschiffs ein gutes Stück. Seine Südwestkante ist in ganzer Höhe abgerundet. Seine weit auskragenden Traufen mit Kranzgesimsen ähneln denen der Schiffe. Das flach geneigte Pyramidendach ist mit Hohlziegeln in römischem Format eingedeckt und das Regenwasser wird über Hängedachrinnen und Fallrohren abgeleitet. Die Westseite ist bis auf einer rundbogigen Türöffnung ohne Fensteröffnungen geblieben. Auf der Südseite bleibt auch das Untergeschoss fensterlos. Im ersten Obergeschoss ist ein kleines schlankes Rundbogenfenster ausgespart, im nächsten ein deutlich größeres rundbogiges Fenster und im letzten Geschoss ein mittelgroßes rechteckiges Fenster.
Zwischen dem ganz verputzten Turm und dem an das äußere Seitenschiff anstoßenden Nachbargebäude befindet sich eine schlanke Rokokofassade, die etwa so hoch ist wie das Seitenschiff. Sie verdeckt eine gleich hohe Eingangshalle. Das Portal in die Vorhalle erreicht etwa die halbe Höhe der Fassade und wird von einem leicht angespitzten Bogen überdeckt. Die Fassade wird fast in ganzer Höhe flankiert von zwei breiten Pilastern, die auf gut zwei Meter hohen Sockeln stehen und oben von einer Art „Kapitellen“ abgeschlossen werden. Sie tragen ein ausladendes halbkreisförmiges „Vordach“, das an den Bogenansätzen waagerecht ausschwenkt, um die Pilaster abzudecken. Darauf stehen je ein Sockel mit einem steinernen „Pokal“ obenauf. Auf dem halbrunden Vordach erhebt sich ein höherer Sockel, der von einem lateinischen Kreuz bekrönt ist und beidseitig von halbrund abgedeckten Vorlagen flankiert wird. Im oberen Fassadenabschnitt steht in einer im Grundriss halbrunden Nische auf einer gewaltigen Kragkonsole eine goldgefasste Muttergottes.
Das Chorhaupt auf dem Platz Godeau hebt der benachbarte Glockenturm am Ostende des ersten nördlichen Seitenschiff besonders heraus. Ursprünglich mit drei freien Seiten daneben gestellt, fügt er sich jetzt in den Winkel der beiden Seitenschiffe ein. Vom hohen im Grundriss fast quadratischen Turm des in der Gegend üblichen Typs ist nur sein Kern romanisch. Er dürfte im ersten Drittel des 12. Jahrhunderts errichtet worden sein. Er ist fast doppelt so hoch wie das Mittelschiff. Seine Wände bestehen aus einem ziemlich derben Quaderwerk in ganzer Höhe gleichbleibend. Sie haben die ursprüngliche Stockwerkseinteilung verloren. In unterschiedlichen Höhen sind schlitzartige Schießscharten eingelassen. Die Wandoberseiten werden allseitig von jeweils drei kantigen Zinnen bekrönt. Das Dach ist begehbar und wird über zwei Wasserspeiern auf der Ostseite entwässert. Der obere Bereich mit einer rundbogigen Klangarkade auf jeder Seite, in der die Glocke frei schwingend aufgehängt ist, stammt aus dem 17. Jahrhundert. Vorher wurde die Stadt belagert durch Lesdiguières, Herzog und Marschall von Heinrich IV. und Ludwig XIII. (1543–1626) und im Mai und Juni 1592 erheblich beschädigt.

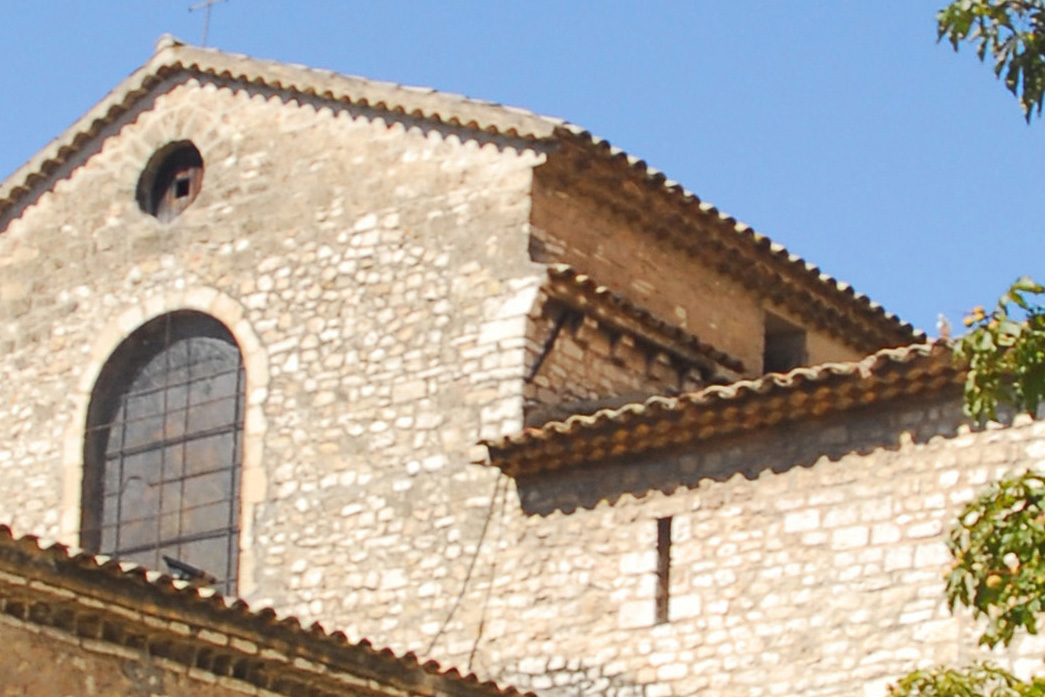
Traufen der Schitte

In Verlängerung der östlichen Turmwand steht die östliche Giebelwand des Langhauses, die die östlichen Kopfwände der Schiffe sind. Sie weist ähnliche Abstufungen auf wie am gegenüber liegenden Ende des Langhauses. So finden sich an den Enden der Seitenschiffe waagerechte Traufen der abgewalmten Pultdächer, allerdings ohne Regenrinnen. Unmittelbar neben der nördlichen Turmwand öffnet sich ein Seiteneingang, der mit einem angespitzten Bogen und einem Sturzbalken überdeckt ist. Über der Traufe sind die Enden der Scheidewände des Langhauses zu erkennen. Etwa in halber Höhe zwischen den Mittelschiff- und Seitenschifftraufen ist noch die ursprüngliche Traufe des ehemaligen Dachs auf dem steinernen Tonnengewölbe erhalten, aus einem Kraggesims auf einer Reihe von ausgerundeten Kragsteinen, auf denen noch die unterste Reihe der Hohlziegeleindeckung aufliegt und leicht auskragt. Darüber wurde die Außenwand weiter hochgemauert, um das höher liegende Stuckgewölbe unterzubringen. Die neuen Traufziegel des Mittelschiffs liegen auf einem doppelten Kranzgesims auf. Über den Ortgängen des Satteldachs kragt die Eindeckung geringfügig aus. Inmitten der östlichen Giebelwand ist zwischen dem Giebelfirst des Schiffs und dem First des Chors ein großes gedrungenes rundbogiges Fenster ausgespart.
Der Chor des 15. Jahrhunderts weist außen einen leicht rechteckigen Grundriss auf und ist mit einem flach geneigten Walmdach überdeckt mit einer Ziegeleindeckung wie auf den Schiffen mit einer umlaufenden Traufe auf einem profilierten Kraggesims. Das Mauerwerk des Chors besteht aus mittelgroßen Bruchsteinen in unregelmäßigen Verband gemauert. In der Nordwand des Chors ist ein rundbogiges mittelgroßes Fenster ausgespart.
Aus der Ostseite des Chors tritt eine kleine Giebelwand gut einen halben Meter hervor, deren Dachflächen mit Hohlziegeln eingedeckt sind. Ihr First bleibt unter der Chortraufe. Das Mauerwerk besteht aus sauber zugeschnittenen Werksteinen im regelmäßigen Schichtenverband gemauert. Nur der Sockel besteht aus wohl älterem und dunklen Bruchsteinmauerwerk. In der Achse der vortretenden Giebelwand ist eine kleine rundbogige Fensteröffnung eingelassen, die innen aber verschlossen wurde. Über die ursprüngliche Aufgabe dieses Bauteils kann nur spekuliert werden. Am einleuchtensden erscheint die Annahme, dass es sich um den Überrest einer ehemaligen rechteckigen Verlängerung der alten halbrunden Chorapsis handelt, zusammen mit der romanischen Kathedrale entstanden und im 13. Jahrhundert renoviert worden ist. Dazu wird gemutmaßt, dass der kleine Raum bei Beerdigungen genutzt worden sein könnte.  Viele Fragen müssen leider mangels unerlässlicher archäologischer Untersuchungen unbeantwortet bleiben. So erscheint im Durchgang zur Sakristei neben der Tür aus dem Chor nahe der Treppe zur Südempore eine halbrunde Säule in der Chorwand sehr rätselhaft. Der ganze Ostteil der Kathedrale hat eine neue Untersuchung mit modernen Mitteln verdient.

### Stil und Datierung
Die Kathedrale von Vence bleibt insgesamt durch mehrere typischen Merkmale ein wichtiges Beispiel der Frühromanik des Südens, trotz der zahlreichen Änderungen und Ergänzungen, die sie im Laufe der Jahrhunderte erfuhr. Marcel Aubert stellte einst einige Vergleiche, sowohl mit dem Grundriss, wie auch dem Aufriss von St-Vorles de Châtillon-sur-Seine in Burgund an. Die Pfeiler mit den anliegenden halbrunden Säulen sind viel weniger derb, als in Valdeblore. Auch die ursprünglichen Gewölbe der drei Schiffe mit ihren Gurtbögen beweisen eine höher entwickelte Konzeption als in Saint-Dalmas oder in Levens. Dagegen entdeckt man in der Anordnung des Schiffs und seinen hohen Arkaden so altertümliche Formen, wie am ersten Joch in Madone in Saorge. So muss man das Bauwerk der Kathedrale von Vence im letzten Drittel des 11. Jahrhunderts ansetzen.

## Ausstattung
In der Kapelle des heiligen Veran, der letzten im südlichen Seitenschiff, steht ein paganer mit Wellenlinien dekorierter Sarkophag mit den Büsten der verstorbenen Ehegatten in einer Muschel aus dem 4. oder 5. Jahrhundert. Man verwendete ihn als Altartisch, da man ihn für Grab des Heiligen hielt. Zu seiner Umwandlung in einen Altar schlug man zwei kleine Basreliefs mit Philosophen ab und mauerte sie im benachbarten Pfeiler ein.

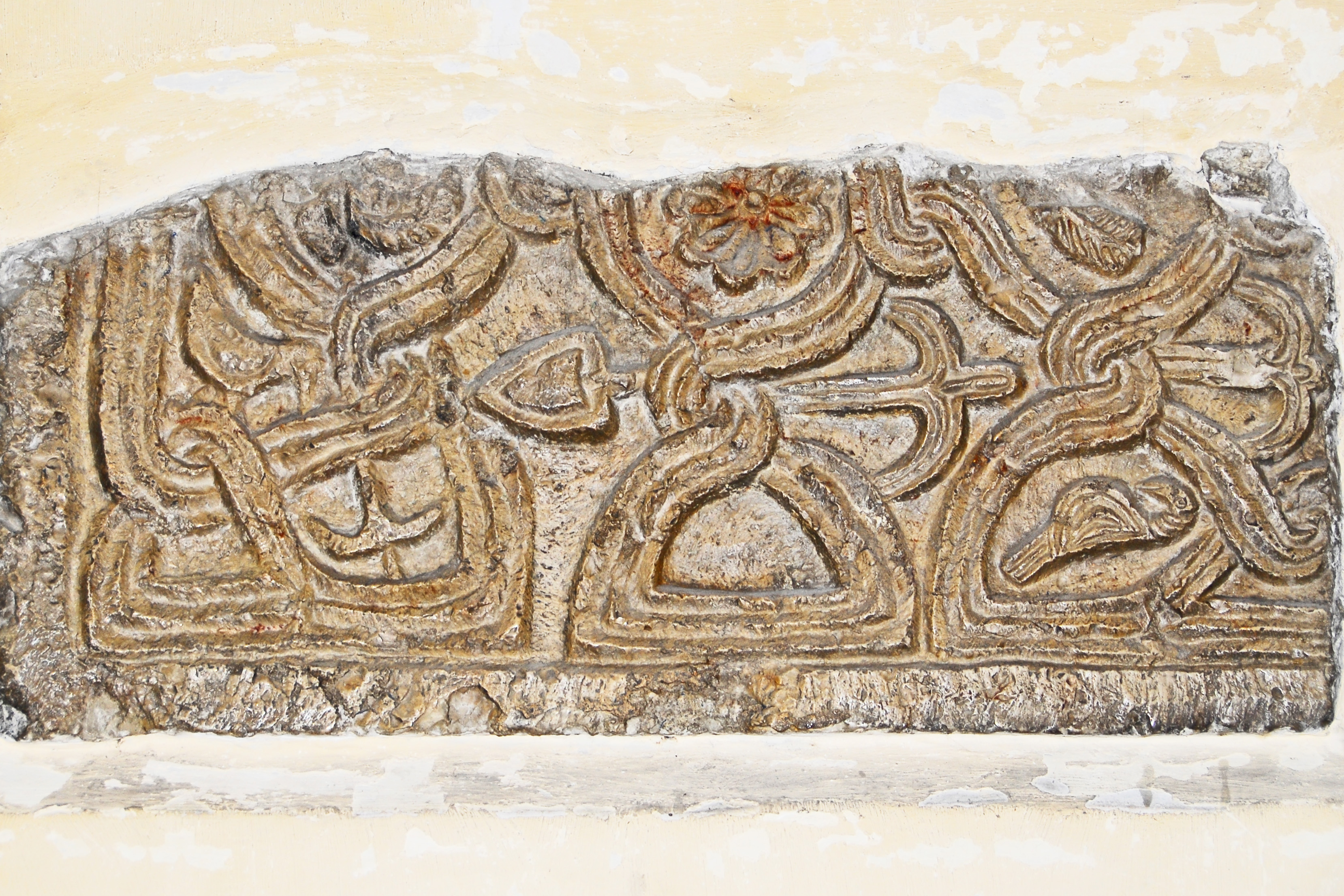
Merowingisches Flechtwerk

Besonders seltene 18 Fragmente von sauber gehauenen Skulpturen fügte man als Spolien in die Mauern der Kathedrale und in die der alten Vogtei ein. Sie stammen von Platten, von Pfeilern, Umrandungen, von Chorschranken und von einem Ambo. Einige gehen auf die karolingische Epoche zurück und werfen die Frage nach dem Aussehen der hochmittelalterlichen Kathedrale auf. Sie zeigen den üblichen Dekor aus dreiteiligem Bandgeflecht, welches sich in einer schiefen Fläche auflöst. Sie setzen sich aus Spiralformen nach einem strengen Muster zusammen, das verschiedene Schemen genau beachtet. Ihr Maschennetz beleben Adler und Tauben, ferner Weintrauben, stilisiertes Blattwerk, Rosetten oder Schneckenformen. Die schönsten dieser Fragmente birgt das Erdgeschoss im Saal des Kirchturms, nordwestlich des Chors. Eine große Platte aus weißem Marmor (95 × 155 × 15 cm) lässt nach der Herstellungsweise dieser Werke fragen. Sie war offensichtlich ursprünglich breiter, denn rechts ist sie in der ganzen Länge abgebrochen. Eine andere Platte, 71 × 71 cm groß, mit einem Adler oder Phönix in einem Medaillon, von gedrehten Linien umgeben, stammt aber wahrscheinlich von einem Ambo, ebenso wie das kleine dreieckige Fragment. 30 × 19 cm, das in der Kathedrale an der Ostseite des ersten südlichen Pfeilers eingebaut ist. Darauf trinkt ein Pfau aus einer zweihenkeligen eucharistischen Vase, auf oder in der eine Taube dargestellt ist, während sich hinter dem Pfau eine Schlange kringelt. Andere Fragmente an Pfeilern zeigen ein Geflecht, aus dem Vogel- oder Pflanzenmotive herauskommen.

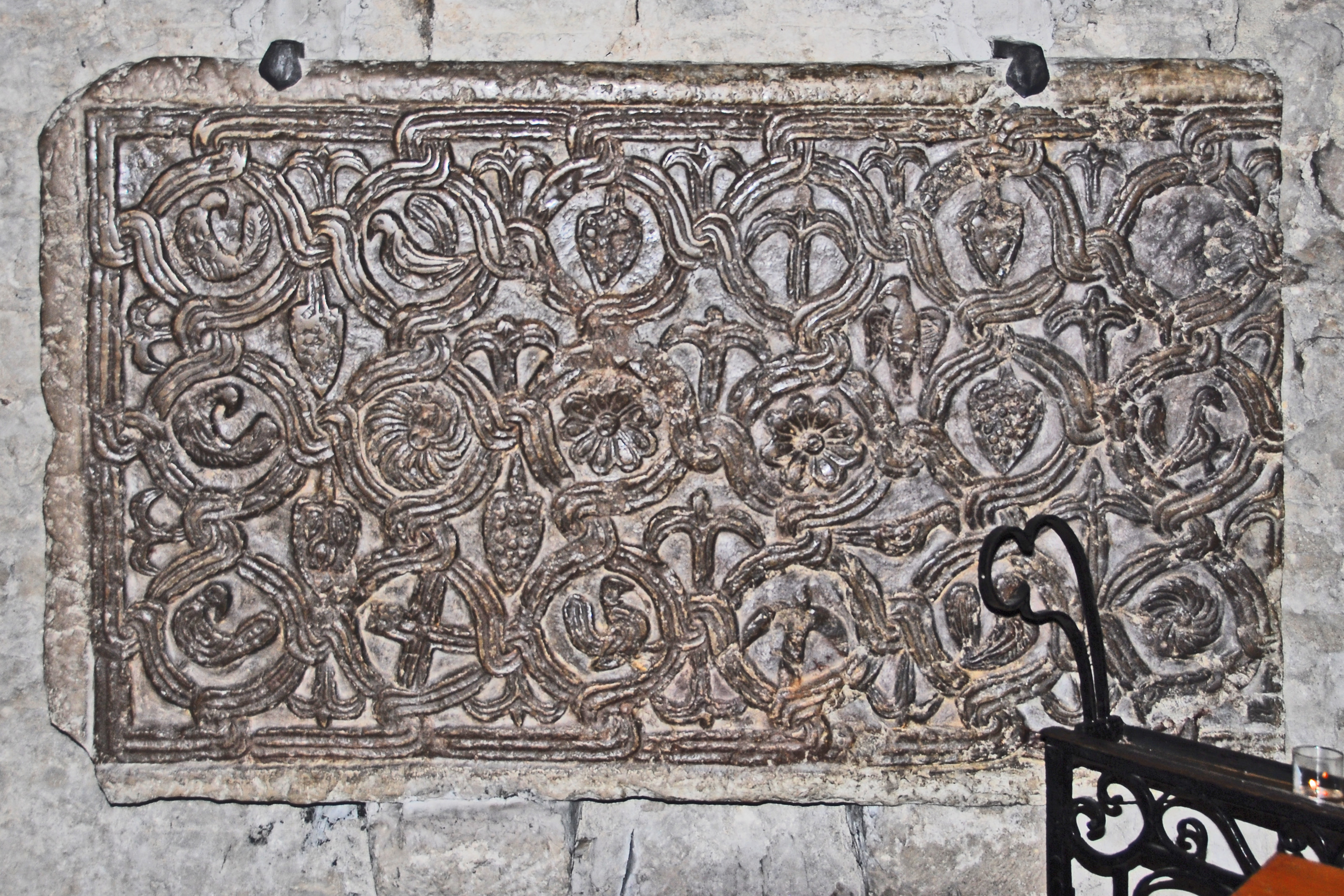
Merowingisches Flechtwerk

Eine dritte Reihe bietet weitmaschigeres Flechtwerk, weniger streng gezeichnet, das mehr vom Grund dieser Reliefs sichtbar werden lässt. Es ist sicher jüngeren Datums, zu Beginn der romanischen Epoche. Besonders das Schema und Motiv einer dieser Platten vom Beginn des 11. Jahrhunderts. Das Kalksteinfragment ist 85 × 36 cm groß am zweiten östlichen Pfeiler mit ungenauem Umriss wirkt eher ungeschickt.
Unter dem Altar der Saint-Lambert-Kapelle, die zweite im Süden, steht ein Sarkophag, entstanden um etwa 1175, mit den sterblichen Überresten des 1154 gestorbenen Bischofs. Eine Kartusche enthält in schönen großen Versalien eine lateinische Inschrift. Hier eine Übersetzung der von dem Kanonikers Barcillon aus dem 17. Jahrhundert in Reime gefassten Inschrift: „Erfahren alle, die ihr es nicht wisst, dass in dieser Grabstätte Bischof Lambert liegt. Seltene Güte zeichneten die 40 Jahre seiner Prälatur aus, gleichgültig ob in glücklichen oder unglücklichen Zeiten. Seine Frömmigkeit möge ihm alle seine Sünden tilgen und ihn ewige Ruhe im Himmel finden lassen.“
Die sterblichen Überreste der beiden Bischöfe befinden sich in den Silberbüsten im Chor.

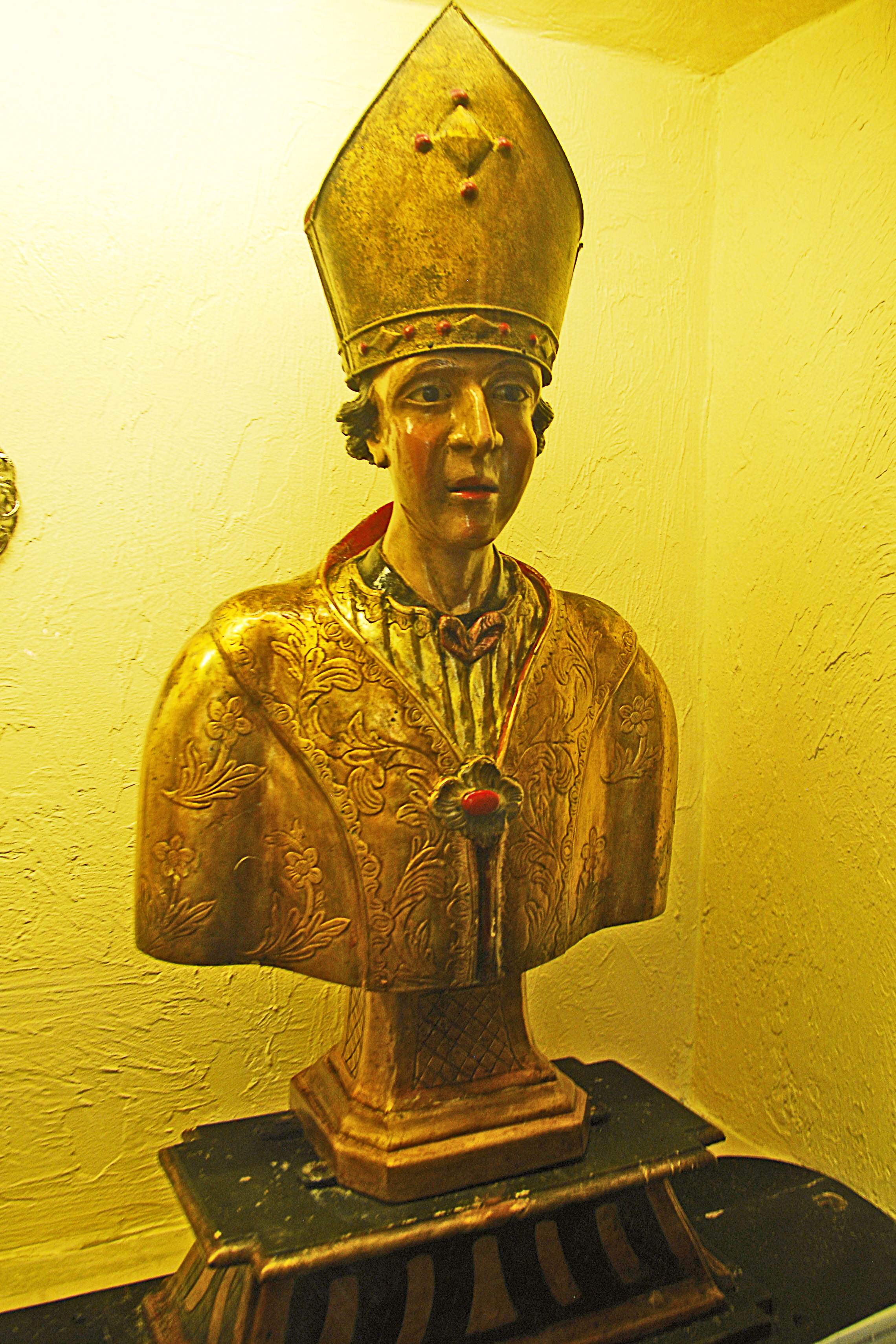
Bischofsbüste, heiliger Blaise (Reliquienschrein)

Den Reliquienschrein des heiligen Blasius aus vergoldetem Silber schmücken Szenen aus dem Leben des Heiligen. Er trägt die Wappen der Häuser von Villeneuve und von Agoult, da Giraud de Villeneuve, Baron von Vence im Jahr 1360 Bourguette d’Agoult geheiratet hatte.
Die große Zierde der Kathedrale ist ihr Chorgestühl, das zwischen 1455 und 1459 Jacotin Bellot ausführte, einem Schreinermeister aus Grasse. Ursprünglich im Chor aufgestellt, versetzte man es 1499 auf die Westempore. Der gleiche Bellot wurde in Vence mit weiteren Arbeiten beauftragt. Bei dieser Gelegenheit musste er mehrere Chorstühle hinzufügen (von 43 auf 51). Die prunkvollen Aufsätze der Lehnen der hohen Stühle der übliche Baldachin, der sie schützt, das Blattwerk und die grotesken Formen, die die Armlehnen und die Klappsitze beleben, alles ist erstrangig qualifizierte Arbeit. Ein schönes Flamboyant-Chorpult vervollständigt die Einrichtung.
Die bemerkenswerte Tür der alten Vogtei schmückt unechtes Flamboyant-Flechtwerk vom Ende des 15. Jahrhunderts und einige Tafeln „Besuch des heiligen Antonius beim heiligen Eremiten Paulus“. Daret hat sie 1613 bis 1668 geschaffen. Wahrscheinlich waren sie von Godeau bestellt. Er ließ die Kapelle seines Patrons restaurieren. Den „heiligen Lambertus im Ornat“ stiftete ebenfalls Godeau gegen 1666 für seinen Altar. Der „heilige Veran, das Volk von Vence segnend“, das Altargemälde in seiner Kapelle, das man fälschlich dem provenzalischen Maler Sauval zuschrieb, ist mit „Dandre-Bardon“ (1700–1778) signiert.

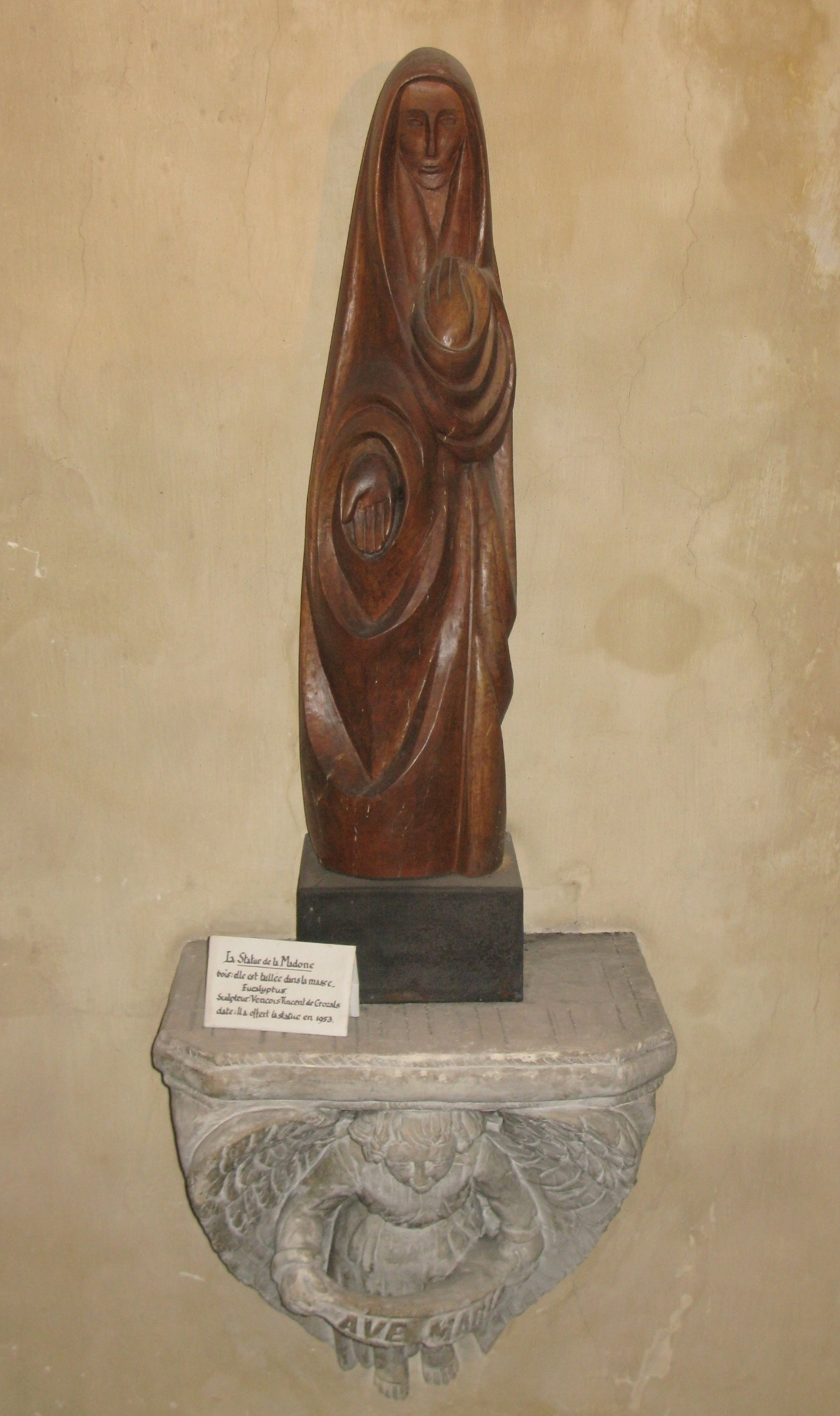
Madonnenstatue, Eukalyptusholz, H 1,22 m, B 0,33 m, Jean Vincent de Crozals 1953

Im Treppenhaus, welches am Haupteingang zum Obergeschoss führt, wacht eine Madonnenstatue, welche 1953 vom französischen Künstler Jean Vincent de Crozals aus Eukalyptusholz geschnitzt wurde.
Mit dem Hochaltar in der Chorapsis aus vielfarbigem Marmor beauftragten die Kanoniker 1767 den genuesischen Bildhauer Giuseppe Fiaffini.

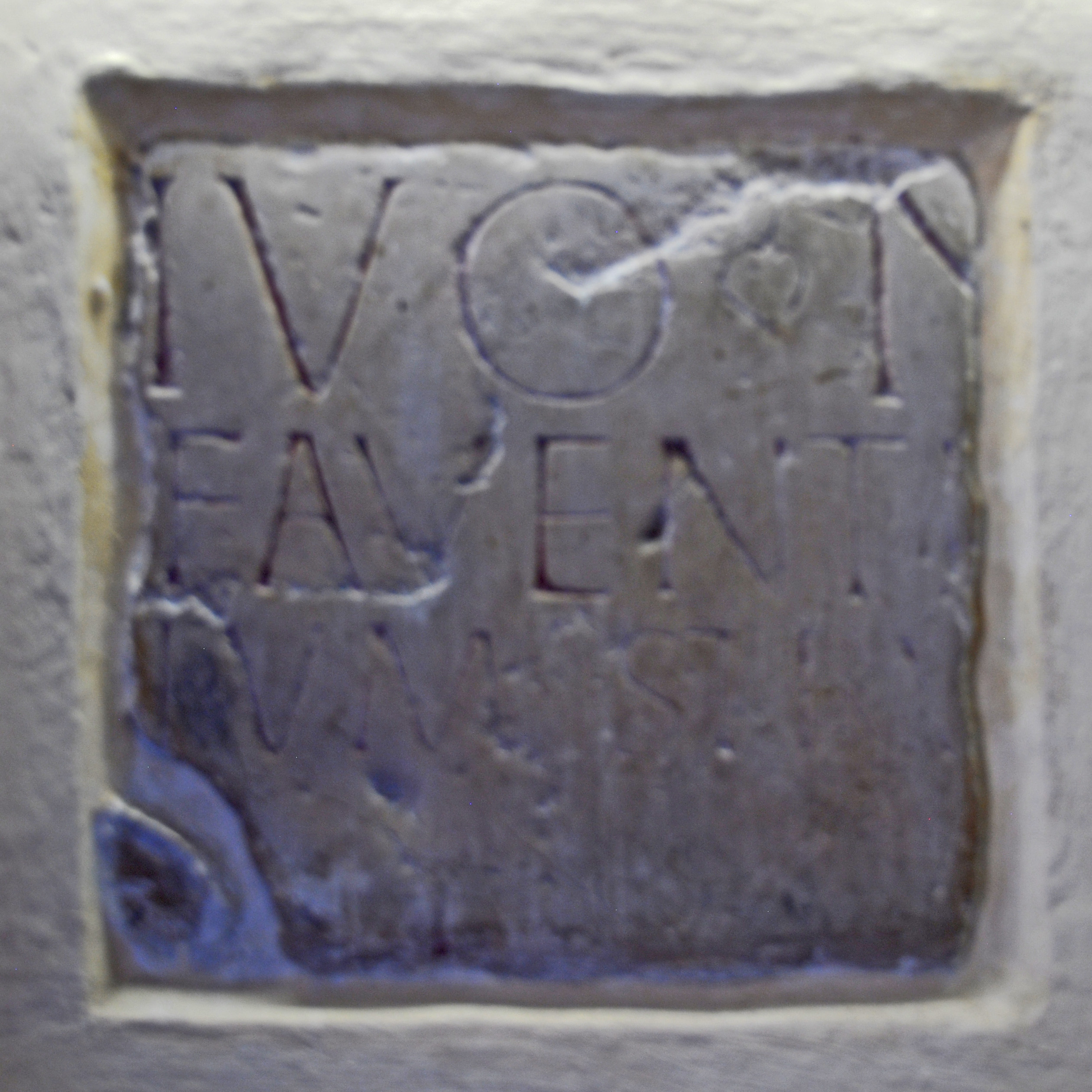
Lateinische Inschrift
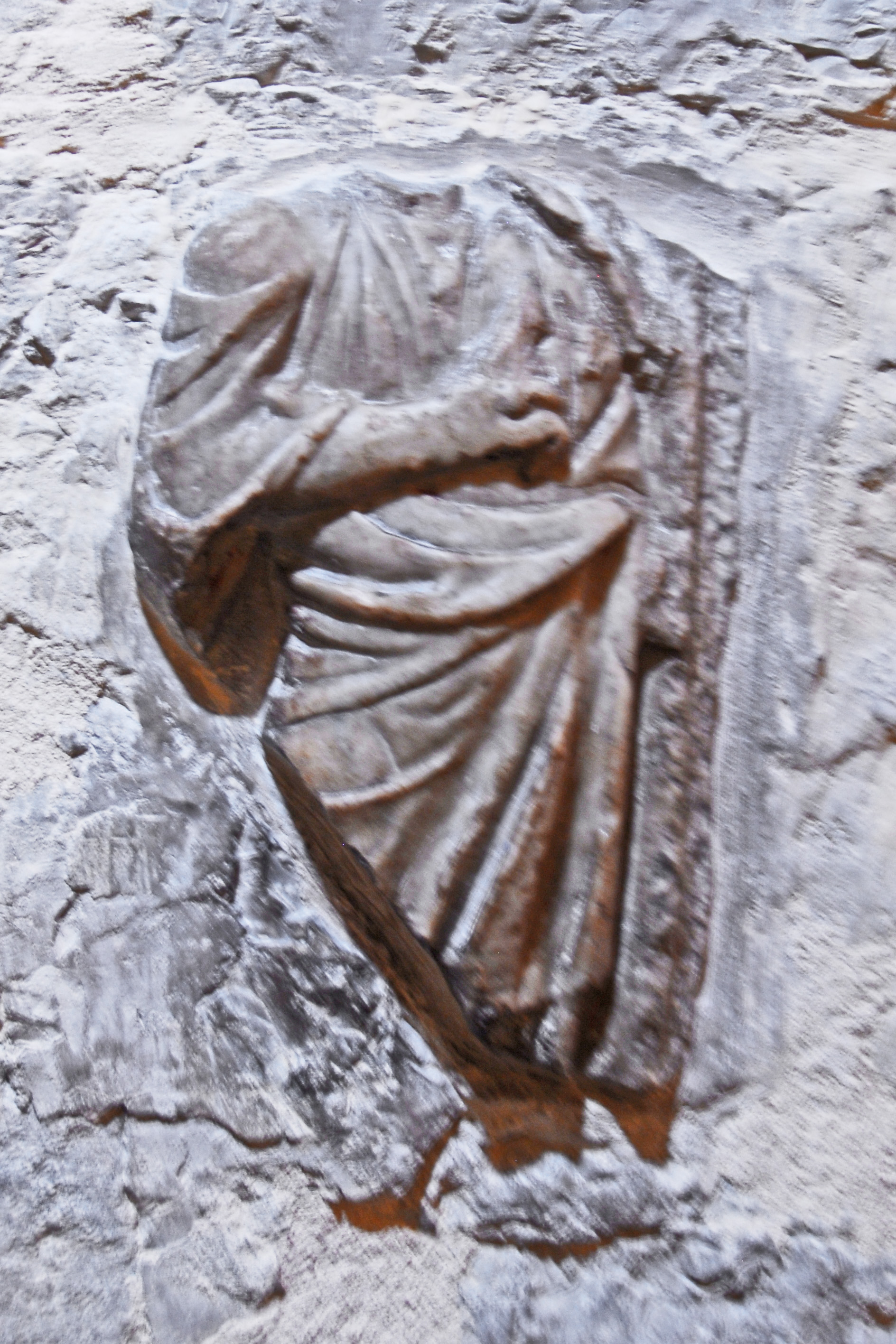
Relikt eines Reliefs
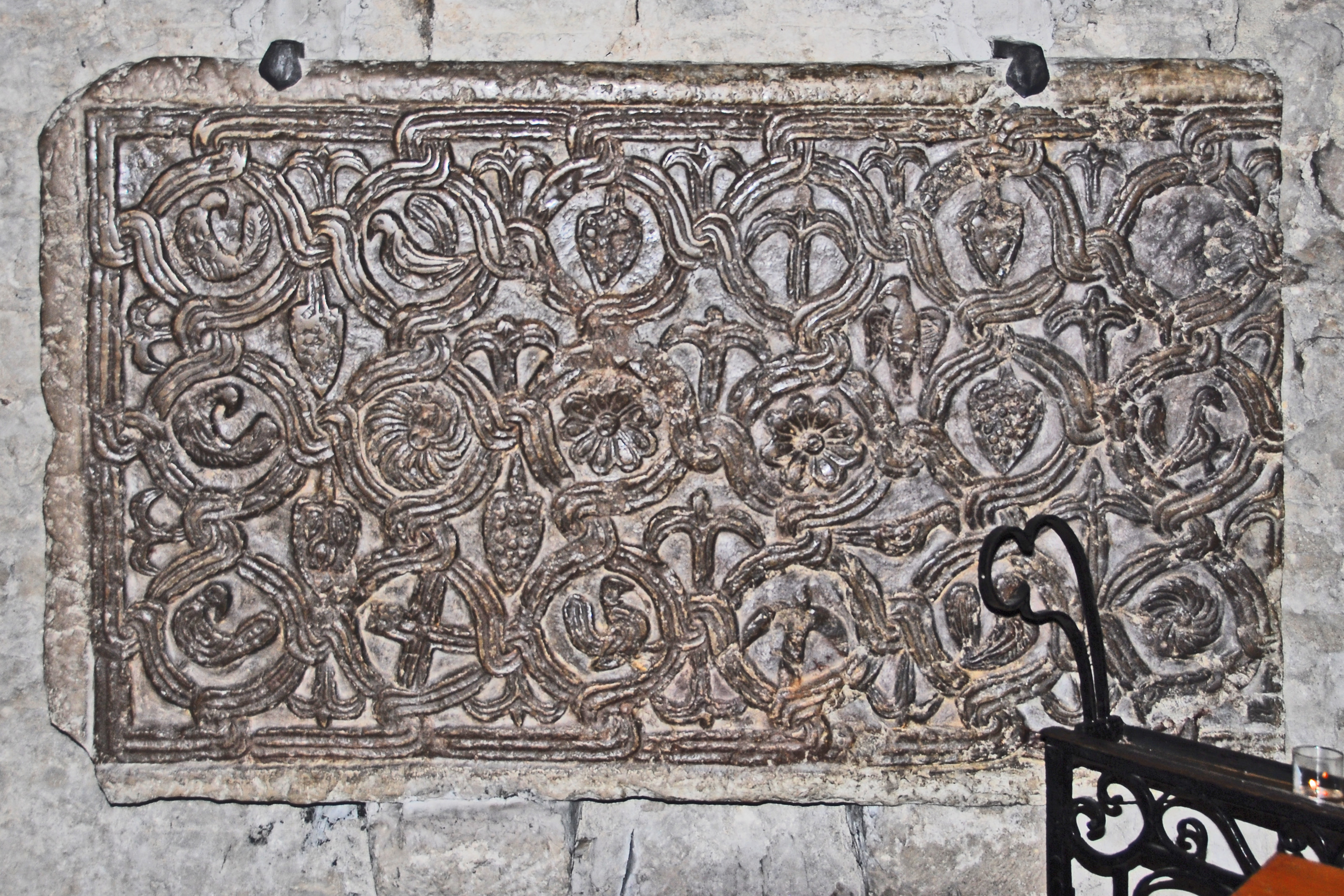
Merowingisches Flechtwerk
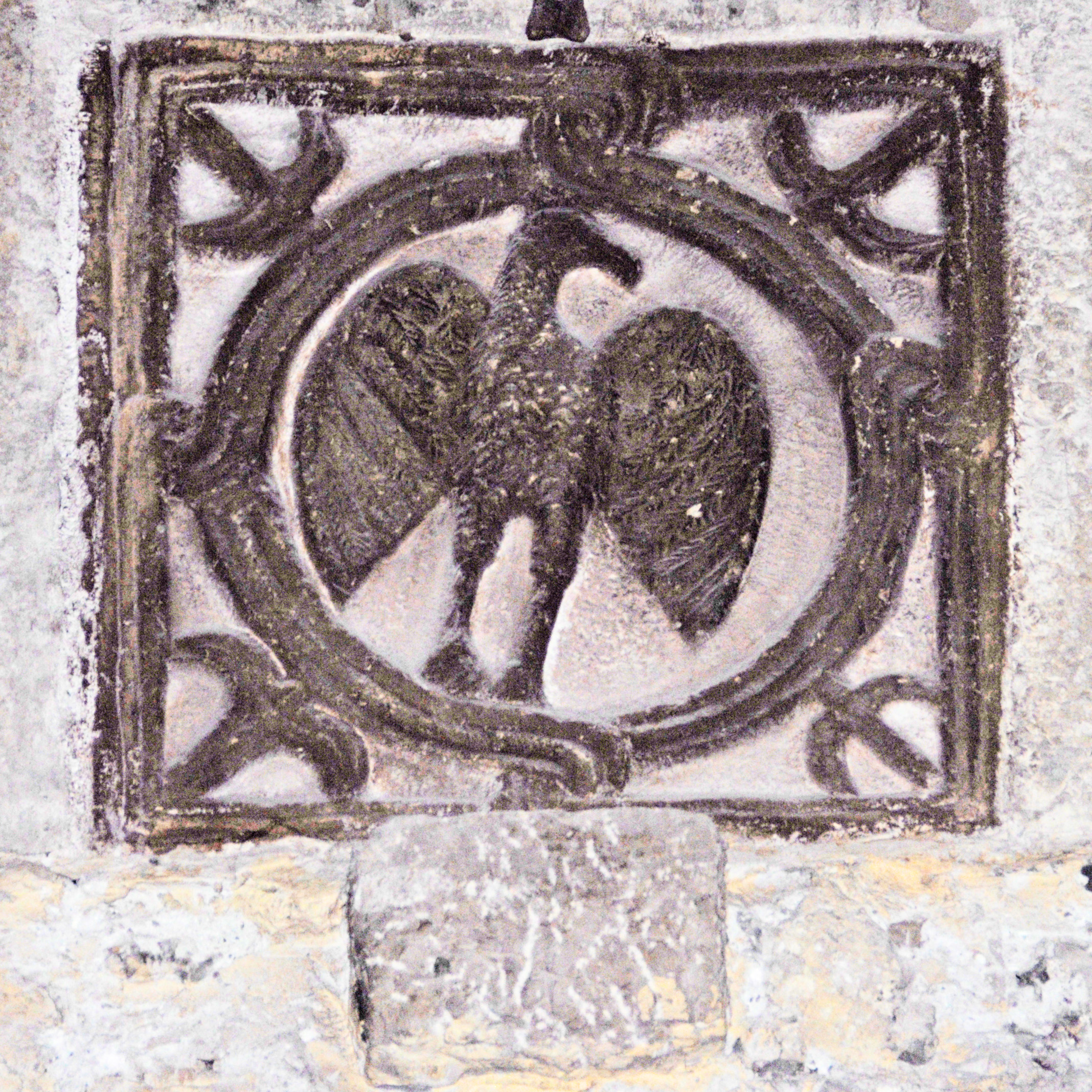
Merowingischer Adler oder Phönix in Medaillon
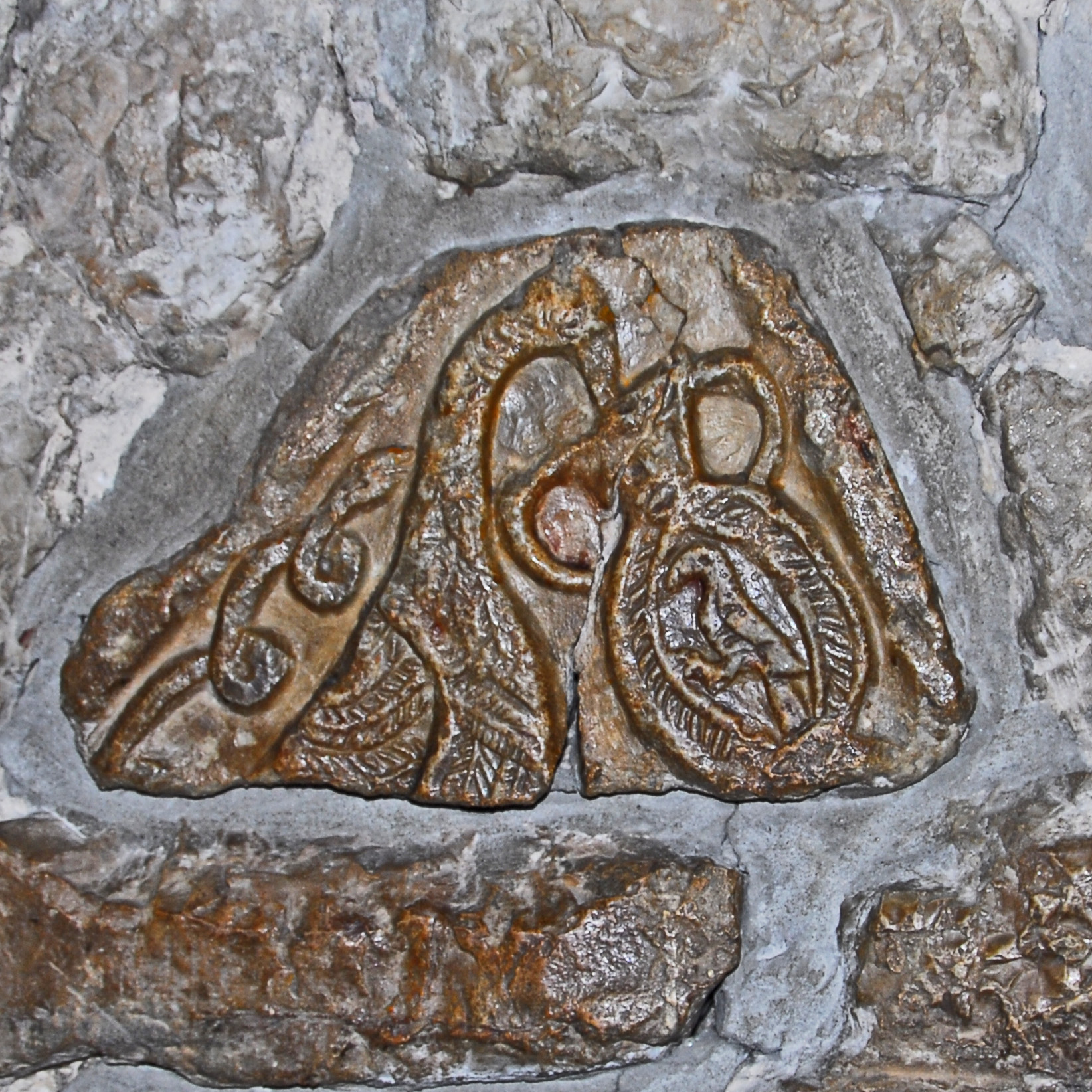
Merowingisches Relief, Vogel trinkt aus Flasche